# Imperio azteca
El Imperio mexica o Triple Alianza (del náhuatl: Exkan Tlahtoloyan o Ēxcān Tlahtōlōyān ‘Los tres lugares donde se dan órdenes’), llamado también Imperio azteca y —con más precisión— Imperio tenochca, fue una unidad política compleja y multiétnica que existió en el área central de Mesoamérica durante el Posclásico Tardío hasta la Conquista española.
Formalmente, estaba integrada por los dominios de la Triple Alianza (conformada por Texcoco, Tlacopan y México-Tenochtitlan), la cual se estableció a partir de las facciones victoriosas de una guerra civil que se libró entre la ciudad de Azcapotzalco y las antiguas provincias tributarias de la misma. A pesar de la concepción inicial del imperio como una alianza de tres ciudades-estado autónomas, Tenochtitlan rápidamente se convirtió en dominante militarmente.

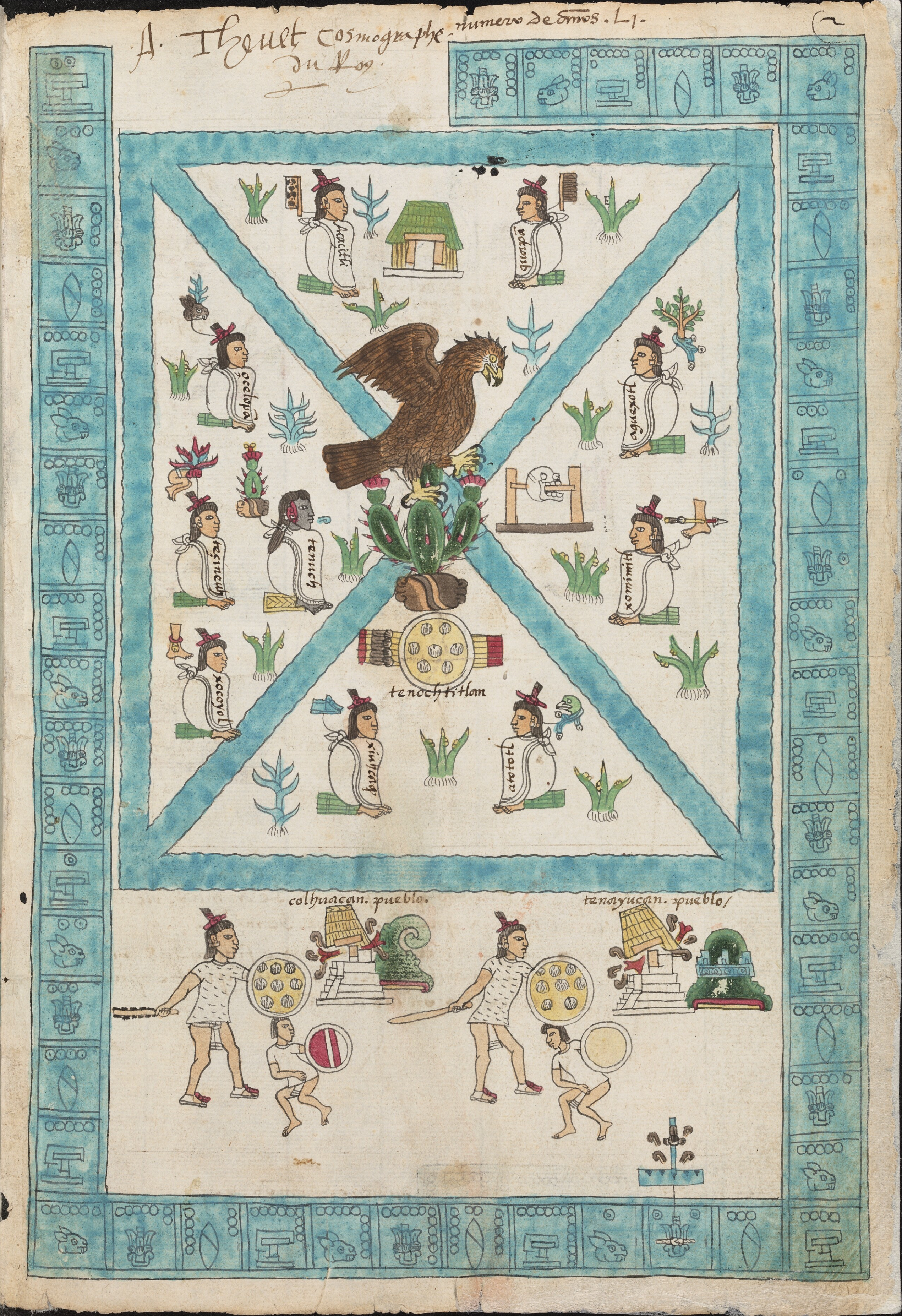
Fundación de México-Tenochtitlan. Primera página del códice Mendoza, donde se muestra la alegoría fundacional de México-Tenochtitlan en el año "2 Calli" (1325).

Cuando los conquistadores españoles llegaron en 1519, las tierras de la Alianza eran gobernadas efectivamente desde Tenochtitlan, mientras que los otros miembros de esta habían asumido roles subsidiarios, ya que, en los hechos, los mexicas ostentaban el poder central. El culto imperial, específicamente, fue el de Huitzilopochtli, el dios patrono guerrero distintivo de los mexicas.
La fundación y posterior expansión de la Triple Alianza tuvo lugar en 1430, una vez fue derrotado Azcapotzalco, capital del Imperio Tepaneca, hasta entonces dominante en el valle de México (Santamarina 2006). Azcapotzalco fue vencido por la alianza de mexicas, acolhuas y tlacopanecas, hasta entonces todos ellos vasallos suyos. A partir de entonces, los territorios del Imperio azteca se fueron ampliando hasta llegar a ocupar el centro de México, la zona central de Oaxaca, la costa del golfo de México, Guerrero y el Soconusco. El fin del Imperio azteca ocurrió el 13 de agosto de 1521, cuando los españoles —en alianza con los tlaxcaltecas y totonacas, entre otros pueblos indígenas— derrotaron la resistencia mexica en Tenochtitlan y Tlatelolco.

## Etimología, nombres y definiciones
La palabra «azteca» es de uso moderno, no fue usada por mexicas de la Triple Alianza para referirse a sí mismos, sino a sus antepasados.[cita requerida] Se ha utilizado de diversas maneras para referirse al imperio de la Triple Alianza, a las personas de habla náhuatl del centro de México antes de la conquista española, o específicamente a la etnia mexica de las personas de habla náhuatl. El nombre proviene de una palabra náhuatl que significa «gente de Aztlán», que refleja el lugar mítico de origen de los pueblos nahuas. Pero es más correcta y precisa la palabra mexica. 
En las crónicas de Chimalpahin el término Excan Tlahtoloyan se utiliza para referirse a otras alianzas entre tres estados que han existido a lo largo de Mesoamérica. Su primer uso se aplica en la crónica para referirse a la alianza entre los estados de Colhuacan, Tollan y Otompan, la cual, según él, fue formada en el año 1 cuchillo del calendario mexica, equivalente al año 856 gregoriano, y duraría 191 años. Otros nombres también son usados para referirse a esta alianza, siendo éstos Excan Tlahtoloc y Excanpa ye teuctlahtoloc. El nombre Excan Tlahtoloyan se puede traducir como «Triple Sede» (tlahtolo, pasivo del verbo tlahtoa, que significa «hablar» o «gobernar». Palabras como tlahtoloc y tlahtoloyan se traducen entonces como «lugar donde se gobierna»). El Códice Osuna, por otra parte, usa un término distinto para referirse a la alianza entre México-Tenochtitlan, Tetzcoco y Tlacopan. En su lugar, dicho códice se refiere a la esta alianza como Etetl Tzontecomatl, que se traduce de manera similar. Chimalpahin, para referirse específicamente a esta alianza, usa una combinación de ambos términos: Excan tzontecomatl tlahtoloyan. En general, aunque actualmente se usa típicamente el término en español «Triple Alianza», no existía una forma única de referirse a ésta en la lengua náhuatl ni era un término exclusivo de esta alianza en particular. Aun así, se prefiere la utilización de Excan Tlahtoloyan, que es vista como la descripción más breve y precisa de la naturaleza del gobierno del imperio. Este término se comenzó a aplicar en tiempos modernos para esta alianza específicamente a partir de la década de 1960, aplicándolo desde los textos de Chimalpahin, y en los años 90 se empezaba a volver familiar entre historiadores.

## Contexto histórico y geográfico
Diversos pueblos convivieron en la etapa final del desarrollo mesoamericano, conocido arqueológicamente como Posclásico tardío, que comprendió de los siglos XIII a XV. En este tiempo la entidad política de mayor complejidad llegó a ser México-Tenochtitlan (Carrasco 1996), cuyo ascenso al poder se remonta a una coalición militar establecida en 1428 y conocida como la Triple Alianza, que vinculó a tres estados emergentes: los mexicas, cuya ciudad capital fue México-Tenochtitlan, que sería el centro rector en lo político y en lo militar; los Acolhua con Texcoco como ciudad primordial, considerada centro cultural por excelencia; y Tlacopan, un centro secesionista tepaneca.
Los tres centros habían estado sometidos hasta la fecha mencionada al Imperio Tepaneca con centro en Azcapotzalco, que hasta entonces dominaba el valle de México. Los mexicas impusieron con astucia su jerarquía sobre sus aliados, y extendieron su dominio hasta las costas del océano Pacífico y del golfo de México. Adquirieron riqueza y poder a partir de la imposición de un estricto sistema de tributación, de tal manera que, a la llegada de los españoles en los inicios del siglo XVI, su capital era considerada la urbe más importante y magnificente de su época. La lengua dominante entre los aliados fue el náhuatl, que se convirtió en la “lingua franca” de gran parte de Mesoamérica, utilizada para nombrar la geografía del México antiguo, sustituyendo inclusive las voces de otros ancestrales idiomas. En cuanto al otro estado indígena, el Imperio purépecha, cuya ciudad principal fue Tzintzuntzan, que al final de su periodo histórico funcionó como su capital política, impuso su dominio militar en una amplia zona que comprendió el centro-norte y occidente de México. El idioma de este pueblo era el porhe o tarasco, fundamentalmente diferente al náhuatl y que no se vincula con ninguna otra lengua del México antiguo.
La expansión de los mexicas coincidió con el florecimiento de una tradición ideológica de carácter interétnico que vinculó a pueblos que hablaban lenguas e idiomas diferentes. Este lenguaje artístico comunicó historias, deidades y ritos en los que coincidieron ancestrales mitos y tradiciones.

### Ubicación del Imperio mexica
Los aztecas se establecieron en el centro del valle de México, expandiendo su control hacia ciudades-estado ubicadas en los actuales estados de México, Morelos, Veracruz, y otros; la costa de Chiapas e Hidalgo.

### Procedencia
Los mexicas fueron una tribu de nómadas que formaron uno de los imperios más grandes e importantes de la América precolombina en solo 200 años. Tenían la mejor tecnología que se podía obtener dadas las condiciones en que vivían como acueductos, palacios, pirámides y templos que se alzaron como tributo a sus dioses y como testimonio de poder para la humanidad.
Hacia el siglo XIII los mexicas se asentaron en Chapultepec, desde donde fueron expulsados por una coalición de enemigos. Luego de ser expulsados constituyeron su asentamiento definitivo en Tenochtitlan hacia 1325.
Tenochtitlan se transformó en la principal ciudad de la zona, formando alianza con otras dos ciudades de habla nahuatl: Texcoco (acolhuas) y Tlacopan (tepanecas). Esta alianza, conocida como Triple Alianza (Ēxcān Tlahtōlōyān) logró desarrollar un gran poderío militar. Con Moctezuma II (1502-1520), los mexicas se habían transformado en uno de los principales imperios que dominaba un vasto territorio y millones de súbditos.
La Triple Alianza (mexicas, acolhuas y tepanecas), comúnmente llamada Imperio mexica, fue la formación política mexica derivada del proceso de expansión territorial del dominio económico de la ciudad-estado México-Tenochtitlan, que floreció en el siglo XIV en Mesoamérica. Fue encabezado por los mexicas —mal conocidos como aztecas—, un pueblo que, de acuerdo con algunos documentos históricos como la Tira de la Peregrinación, era originario de un sitio —tal vez mítico— conocido como Aztlán, al que se suele ubicar fuera de los confines de Mesoamérica. Sin embargo, parece plausible que los mexicas fueran un pueblo de tradición cultural netamente mesoamericana y no los descendientes de grupos chichimecas dedicados a la cacería y la recolección.

## Gobierno
El Estado mexica fue una teocracia encabezada por el huey-tlatoani, gobernante máximo electo por un consejo integrado por representantes de los veinte grupos de personas emparentadas o clanes en que se dividía la sociedad. Cuando el tlatoani debía tomar decisiones fundamentales, por ejemplo la declaración de la guerra, deliberaba con algunos asesores. El más importante fue el Cihuacóatl, quien colaboraba con él en el gobierno y lo reemplazaba en caso de ausencias. En los niveles inferiores había muchos funcionarios; entre ellos, los jueces encargados de vigilar el cumplimiento de las normas y los guardianes de los depósitos de armas.

### Organización política
La figura política principal era el tlatoani (tlahtoāni, «orador»), una especie de monarquía hereditaria, de origen tolteca, que gobernaba con un consejo de nobles prominentes. El Huey Tlatoani (huēy tlahtoāni, «gran orador») o Tlacatecutli (tlācatēuctli, «señor de los hombres») era el máximo gobernante. Se le consideraba representante de los dioses. Otros altos mandatarios eran:
- El Cihuacóatl era una especie de "coemperador". Se encargaba de la administración tributaria, los asuntos religiosos y las apelaciones judiciales.
- El Tlacochcálcatl y el Tlacatécatl eran jefes del ejército.
- El Huitzncahuatlailótlac y el Tizociahuácatl eran jueces principales.
- Un Cuauhtlatoani (cuauhtlahtoani, «gobernante águila») era un gobernador militar impuesto en una provincia.
- Un Calpixqui (guardián de la casa) era un oficial encargado de supervisar el pago de tributos provinciales.
- Un Tecutli (tēuctli, «señor») era un señor noble.

### Estructura de dominio
Los mexicas y sus aliados establecieron su dominio sobre numerosos pueblos, especialmente en el centro de México, la región de Guerrero y la costa del golfo de México, así como algunas zonas de Oaxaca. Poseían además enclaves en varias posiciones estratégicas en la región de (Tabasco), (Xicalanco) y dominaban la ruta entre el corazón de Mesoamérica y la rica región del Xoconochco —ubicadas en el sur del actual Estado mexicano de Chiapas— que era regida directamente por los mexicas.
Los mexicas expandieron su control económico, principalmente mediante tributación, a través de una amplia región del actual centro de México, con excepciones importantes de control político en altépetl disidentes o fronterizos. Formalmente, se trataba de un conjunto de dominios inicialmente regidos de los tres estados integrantes de la Triple Alianza —Texcoco, Tlacopan y México-Tenochtitlan—, aunque es verdad que los mexicas de Tenochtitlan encabezaron esta confederación y fueron el estado más expansionista de los tres mencionados. Por otra parte, los mexicas nunca establecieron un dominio directo sobre los pueblos conquistados.
Exactamente, la élite gobernante de la Triple Alianza se apropiaba de la producción de las otras naciones mesoamericanas mediante la imposición de un tributo, que era fijado de acuerdo con la especialización económica y geográfica de los dominados y recolectado por un calpixque, o recaudador. Los dominadores no impusieron su religión ni su lengua a los dominados. Aunque es cierto que los estados sometidos no tenían independencia política total, seguían gobernados por grupos locales. Solo en algunos casos, los mexicas establecieron un control militar en ciertos puntos estratégicos de sus dominios.
El modo en que los mexicas impusieron su dominio sobre otros pueblos mesoamericanos fue diverso, no ajustándose a una estructura imperial tradicional como en las monarquías europeas. Aunque se suele señalar el carácter militar de varias conquistas mexicas, también establecieron una complicada red de alianzas matrimoniales con las élites locales para asegurar la lealtad hacia el poder de México-Tenochtitlan. Tal fue el caso, por ejemplo, de los zapotecos del istmo de Tehuantepec. El dominio del Estado mexica en Mesoamérica no fue total. Varios estados mesoamericanos fueron capaces de resistir el empuje de los tenochcas y sus aliados, entre ellos los popolocas de Teotitlán del Camino, los tlapanecos de Yopitzinco, el señorío de Metztitlán (norte de Hidalgo), los mixtecos de Tututepec, la confederación Tlaxcalteca y el estado tarasco de Michoacán. De sobra es conocido que los tlaxcaltecas eran enemigos acérrimos de los mexicas, que les habían impuesto la obligación de participar de la Xochiyáoyotl a cambio de su independencia. Tampoco debe dejar de mencionarse que los mexicas nunca pudieron derrotar a los tarascos, y que la presencia de este pueblo impidió la expansión de sus dominios hacia el occidente.
El fin del régimen de dominio internacional de los mexicas y sus aliados en Mesoamérica concluyó con la Conquista española de México-Tenochtitlan. En este suceso, que se suele tomar como punto final del desarrollo independiente de la civilización indígena mesoamericana, participaron no solo los expedicionarios europeos, sino, decisivamente, sus aliados indígenas provenientes de numerosas naciones tributarias de la Triple Alianza que vieron en los recién llegados una oportunidad de poner fin al dominio tenochca.

### Gobernantes mexicas
El nombre Huey tlatoani es una expresión náhuatl usada para denominar a los gobernantes (tlahtoāni significa literalmente «el que habla») de México-Tenochtitlan, Texcoco y Tlacopan, que ejercían su poder sobre el valle de México. Narra la tradición que a la muerte del caudillo Tenoch los mexicas consideraron necesario emular en su organización política y social a los pueblos vecinos de linaje Tolteca y rogaron al señor de Culhuacán que les diera como huey tlatoani «Acamapichtli», que quiere decir «el que empuña la caña», quien hacia el año 1375 se convirtió en el primer huey-tlatoani de México-Tenochtitlan.
Lista de tlatoanis mexicas antes de reorganizar su gobierno:
| Nombre               | Reinado   |
| -------------------- | --------- |
| Tozcuecuextli        | 1233-1272 |
| Huehue Huitzilíhuitl | 1272-1299 |
| Ilancueitl           | 1299-1347 |
| Ténoch               | 1347-1366 |

### Cuadro de Jerarquía
| Ejecutivo y Militar - Huey Tlatoani, el gobernante supremo o externo - Cihuacóatl, el gobernante menor o interno - Consejo de cuatro, un cuerpo consultivo de generales y fuente de futuros Huey Tlatoani - Tlacochcalcatl - Tlacateccatl - Ezhuahuacatl - Tlillancalqui - Sociedades militares - Cuachicqueh, o esquilados - Cuāuhtli, o Caballeros Águila - Ocēlōmeh, o Guerreros Jaguar'\| | Sistema de tributos - Petlacalcatl, cabeza central del tributo - Huecalpixque, supervisores provinciales de tributo - Calpixque, parejas de administradores de tributo |  | Sistema judicial - Corte Suprema - Tribunales Especiales - Tribunales de Apelación - Tribunales de Pochteca - Agentes de Pochteca |  | Sistema Provincial - Tlahtoani, un gobernante subordinado de una provincia, gobernado por un: - Cuauhtlahtoani, un gobernador militar - Jefes de los barrios de calpolli - Jefes de familia dentro de los barrios de calpōlli que sirvieron como mano de obra forzosa |

## Gobernantes
| Tenochtitlan | Tenochtitlan | Texcoco | Tlacopan |
| --- | --- | --- | --- |
| Huei tlahtoani - Acamapichtli, r. 1367–1387 - Huitzilíhuitl, r. 1391–1415 - Chimalpopoca, r. 1415–1426 - Itzcōhuātl, r. 1427–1440 - Moctezuma Ilhuicamina, r. 1440–1468 - Axayacatl, r. 1469–1481 - Tizocic, r. 1481–1486 - Ahuizotl, r. 1486–1502 - Moteuczoma Xocoyotzin, r. 1502–1520 - Cuitláhuac, r. 1520 - Cuauhtémoc, r. 1521–1524 | Cihuacoatl - Tlacaélel, r. c. 1426–1475 - Tlilpotonqui, r. 1475-1503 - Tlacaeleltzin Xocoyotl, r. 1503–1520 - Matlatzincatzin, r. 1520 - Tlacotzin, r. 1521–1524 - Tlacontzin fue bautizado como don Juan Velásquez y hecho señor por Cortés, r. 1524–1526 | Huei tlahtoani acolhua - Quinatzin Tlaltecatzin, r. 1272-1331 - Techotlalatzin, r. 1331–1399 - Ixtlilxochitl Ome Tochtli, r. 1409–1418 - Nezahualcóyotl, r. 1431–1472 - Nezahualpilli, r. 1473–1515 - Cacamatzin, r. 1516–1520 - Coanácoch, r. 1521–1524 - Tecocoltzin, r. 1524–1525 | Huei tlahtoani - Aculnahuacatl Tzaqualcatl, r. c. 1400–1430 - Totoquihuaztli I, r. c. 1430–1469 - Chimalpopoca, r. 1469–1489 - Totoquihuaztli II, r. 1489–1519 - Tetlepanquetzaltzin, r. 1519–1524 |

### Lista de los huei tlahtoani mexicas
| Nombre                | Fecha de nacimiento | Reinado   |
| --------------------- | ------------------- | --------- |
| Acamapichtli          | 1347                | 1366-1391 |
| Huitzilíhuitl         | 1379                | 1391-1415 |
| Chimalpopoca          | 1408                | 1415-1427 |
| Itzcóatl              | 1381                | 1427–1440 |
| Moctezuma Ilhuicamina | 1398                | 1440-1469 |
| Axayácatl             | 1449                | 1469-1481 |
| Tízoc                 | 1436                | 1481-1486 |
| Ahuitzotl             | 1468                | 1486-1502 |
| Moctezuma Xocoyotzin  | 1466                | 1502-1520 |
| Cuitláhuac            | 1476                | 1520      |
| Cuauhtémoc            | 1496                | 1520-1525 |

### Estructura provincial
Originalmente, el imperio azteca era una alianza suelta entre tres ciudades: Tenochtitlan, Texcoco y el socio menor, Tlacopan. Como tales, eran conocidos como la 'Triple Alianza'. Esta forma política era muy común en Mesoamérica, donde las alianzas de ciudades-estado fluctuaban siempre. Sin embargo, con el tiempo fue Tenochtitlan quien asumió una autoridad suprema en la alianza, y aunque cada ciudad socia compartía los despojos de guerra y los derechos a los tributos regulares de las provincias y fue gobernada por su propio Huetlatoani, fue Tenochtitlan el que se convirtió en la más grande, la más poderosa, y la más influyente de las tres ciudades. Fue el centro reconocido de facto del imperio.
Aunque no fueron descritos por los mexicas de esta manera, según algunos autores (Smith y Berdan 1992) había dos tipos de provincias: tributarias y estratégicas. Las provincias estratégicas eran esencialmente estados clientes subordinados que proporcionaban tributo o ayuda al estado azteca bajo "consentimiento mutuo". Las provincias tributarias, por otro lado, proporcionaban un tributo regular al imperio; Las obligaciones de las provincias tributarias eran obligatorias en lugar de consensuales.
| Organización del Imperio Mexica | Organización del Imperio Mexica | Organización del Imperio Mexica |
| La Triple Alianza | Provincias | Provincias |
| --- | --- | --- |
| - Tenochtitlan, la moderna Ciudad de México. - Texcoco, moderno municipio de Texcoco. - Tlacopan, también moderna Ciudad de México. | Provincias tributarias | Provincias estratégicas |
| - Tenochtitlan, la moderna Ciudad de México. - Texcoco, moderno municipio de Texcoco. - Tlacopan, también moderna Ciudad de México. | - Atotonilco de Pedraza - Atotonilco del Grande - Axocopan - Cihuatlan - Coixtlahuaca - Cotaxtla - Cuahuacan - Cuauhnāhuac, moderna Cuernavaca - Cuilapan - Huatusco - Huaxtépec - Malinalco - Ocuilan - Oxitipan - Quiauhteopan - Soconusco - Tepeaca - Tepecoacuilco - Tlachco - Tlacozauhtitlan - Tlapacoyan - Tlapan - Tlatlauhquitepec - Tlaxiaco - Tochpan - Tochtepec - Toluca - Tzicoac - Xilotepec - Xocotitlán - Yoaltepec | - Acatlán - Ahautlan - Ayotlan - Chiapan - Chiauhtlan - Cuauhchinanco - Huexotla - Ixtepexi - Ixtlahuaca - Miahuatlán - Misantla - Ocuituco - Tecomaixtlahuacan - Tecpantepec - Temazcaltepec - Teozacoalco - Teozapotlán - Tetela de Río - Tetela - Xalapa - Cēmpoalātl, o Zempoala - Zompaynco |

### Elección de los cargos públicos
Los cargos públicos fueron designados por la nobleza de Tenochtitlan, Texcoco y Tlacopan. Por lo regular elegían de una línea de sangre dominante.

### Sistema judicial
Los principales tribunales judiciales se establecieron en México-Tenochtitlan y en Texcoco, en donde debían dirimirse los pleitos territoriales y criminales que no tenían solución con la justicia local y administrativa cada uno de los altépetl. Una estructura similar se conservó en las poblaciones indígenas después de la conquista de México.

### Tribunales mexicas
Los mexicas tenían una organización judicial jerarquizada, que variaba del tecutli, especie de juez de elección popular, para un lapso de un año, competente para conocer de negocios menores, hasta un tribunal de tres jueces vitalicios, diríamos hoy profesionales, designados por el cihuacóatl. Las resoluciones podían ser reclamadas, apeladas con mejor técnica jurídica, ante el tribunal del rey.
En Texcoco la justicia era administrada en el palacio real, que contenían tres salas con un total de doce jueces designados por el monarca, quienes podían apelar; asistido de dos o tres nobles. Además funcionaban jueces de menor grado, distribuidos por todo el territorio. También hubo tribunales de comercio encargados de resolver litigios surgidos en los mercados (llamados tianguis). El procedimiento era oral y a veces se documentaba mediante jeroglíficos.

## Organización social
Ilustraciones basadas en el Lienzo de Tlaxcala, un códice colonial del siglo XVI.

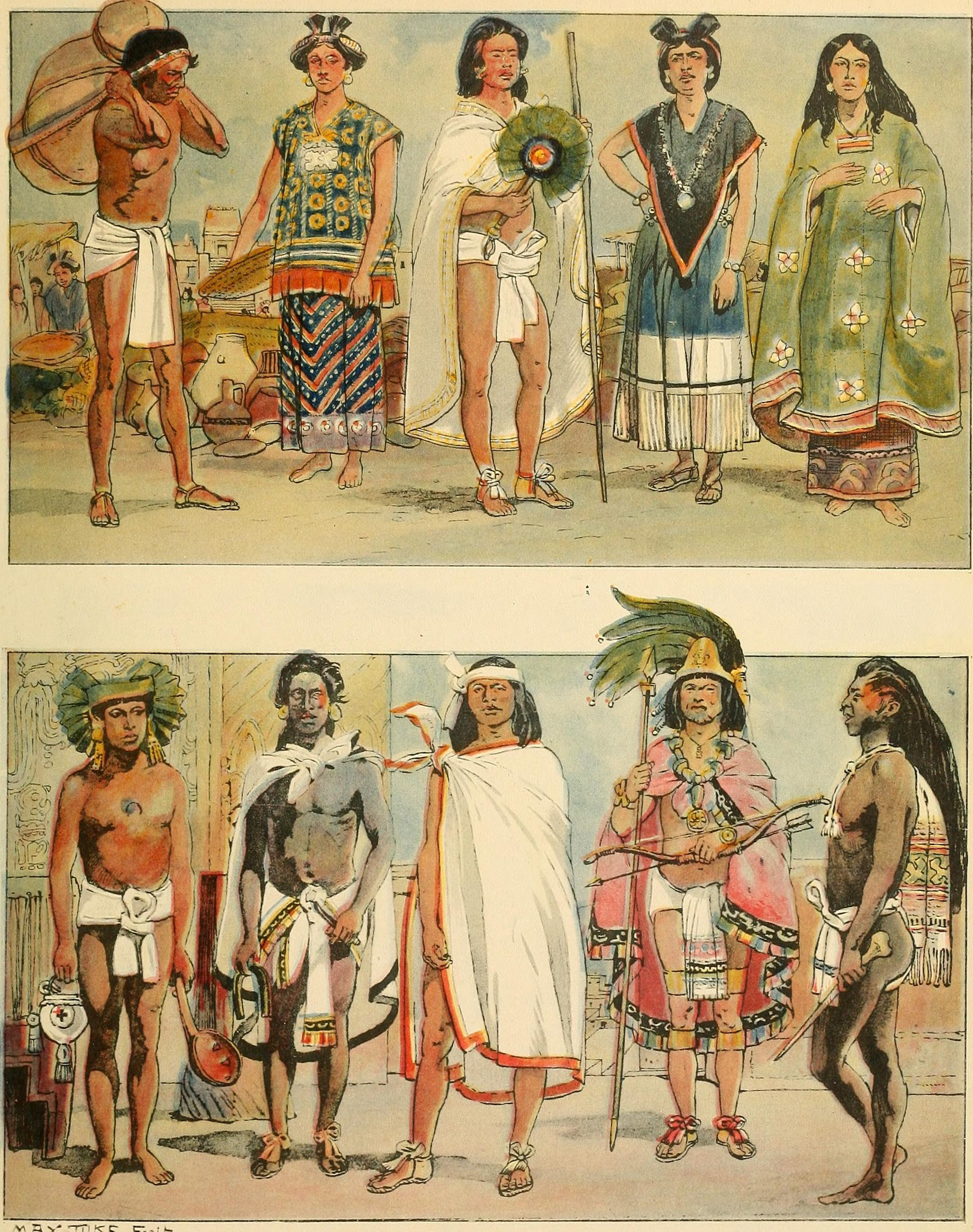
Grupo de arriba, de izquierda a derecha: un hombre común transportando una carga, mujer zapoteca bien vestida, comerciante con un abanico de plumas, mujer huasteca con un quexquémitl, mujer mexica cuyo aspecto se basa en la Malinche, traductora y consejera de Hernán Cortés.
Grupo de abajo: sacerdote del dios de la lluvia Tláloc con un sahumador (tlémaitl) en la mano izquierda y una bolsa xiquipilli en la otra, sacerdote sacrificador con la piel pintada de negro portando un cuchillo de obsidiana en la mano izquierda, un hombre mixteco, el huey tlatoani (emperador) vistiendo una diadema de oro con plumas de quetzal, un sacerdote con cabello largo y piel pintada de negro practicante de la autoflagelación usando un hueso.Ilustraciones basadas en el Lienzo de Tlaxcala, un códice colonial del.

La sociedad se dividió en veinte clanes llamados calpullis, donde la religión influía de un modo preponderante, constituidos por grupos de personas vinculadas por parentesco, divisiones territoriales, la advocación a un dios en particular y continuación de antiguas familias unidas por un lazo de parentesco biológico y religioso que derivaba del culto al dios titular. Cada clan contaba con tierras, un templo y un jefe o calpullec. Se dividían en tres clases; nobles, gente común y esclavos.

### Nobles (pīpiltin)
Los pīpiltin ([pī]pil-tin, «nobles», es una forma de plural formada por reduplicación a partir del singular: pil-li, «noble») eran la élite dirigente que controlaba tanto el gobierno, como la religión. Pagaban tributos y tenían tierras propias que eran trabajadas por los campesinos. «Es difícil hacer la distinción entre los derechos que correspondían a un pilli sólo por el hecho de serlo, y los que obtenía en el campo el mérito», según explica el historiador Alfredo López Austin. Efectivamente, existían privilegios los cuales no podían ser alcanzados, aun siendo noble, si no se cumplían ciertos requisitos.
En el ámbito militar, un noble no podía entrar en las órdenes de los Guerreros Jaguar (Ocelomeh) o Águila (Cuacuauhtin) sin haber mostrado sus habilidades en combate, necesitando capturar a más de cuatro enemigos en batalla. De hecho, la gente común que había alcanzado estatus de noble a través de su carrera militar (cuauhpipiltin) también podía entrar a estas órdenes. Aun así, la mayoría de miembros de estas órdenes eran nobles, pues factores como la calidad de su entrenamiento, los oficios de sus padres y sus conexiones con guerreros veteranos les daban una ventaja. Además, según el historiador Ross Hassig, existían rangos militares inalcanzables por la gente común, incluso por los que habían conseguido estatus de noble. Un probable ejemplo de ello es el caso de los Guerreros Otomíes (Otontin, plural; Otomitl, singular), quienes eran superiores a las órdenes Jaguar y Águila; Hassig piensa que este rango, probablemente, no era alcanzable por gente común, aunque también se ha sugerido lo contrario. También, distinguiendo a los nobles de los cuauhpipiltin, existían diferencias en los uniformes (tlahuiztli, en forma singular) de los Guerreros Jaguar y Águila: los de los nobles estaban hechos de algodón y plumas, mientras que los cuauhpipiltin traían uniformes hechos de cuero.

### Gente común (Mācēhualtin)
Los mācēhualtin (forma plural de macehualli, que Alfredo López Austin traduce como «el que hace merecimientos o penitencia») era la gente común, conformaban la mayoría de la población. A este grupo de la gente común pertenecían los artesanos, los comerciantes y los campesinos o el simple pueblo. Según López Austin, este término se aplicaba a toda persona que no descendía de Acamapichtli, primer rey de México-Tenochtitlan. La mayoría de mācēhualtin vivían con muchas restricciones impuestas por las clases más altas. Por ejemplo: incluso tenían restringida la vestimenta, pues a la mayoría, especialmente a los que no eran guerreros, se les prohibía vestir algodón, joyas o calzado. Según el historiador novohispano Diego Durán, fue Moctezuma I, a mediados del siglo XV, quien declaró varias de las restricciones enfrentadas por la gente común:

Ordenóse que solo el rey y su coadjutor Tlacaelel [...] pudiesen traer çapatos por la ciudad, y ningun otro, so pena de la vida, ecepto los que uviesen hecho alguna valentía en la guerra; [...] Toda la demas gente, so pena de la vida, salió determinado que nenguno de algodon ni se pusiese otras mantas sino de nequen, y questas mantas no pasasen mas de quanto cubriesen la rodilla y si alguno la trujese que llegase á la garganta del pié, fuese muerto, saluo si no tuviese alguna señal en las piernas de herida que en la guerra le uviesen dado; [...] Salió ordenado que ninguno fuese osado á edificar casa con altos, sino los grandes señores y valientes capitanes, so pena de la vida, y que nenguno osase poner xacales puntiagudos ni chatos ni redondos en sus casas, sino solo los grandes señores, so pena de la vida, porque aquellos eran particular grandeça y merced de los señores, concedida de lo alto por los dioses á solo ellos. Salió determinado que solo los grandes señores pudiesen usar beçotes de oro y piedras preciosas y de orejeras y narices de oro y de piedras ricas, y no otros, ecepto los valientes hombres, capitanes y soldados de valor y estima podian traer [...] de hueso, ó de palo, ó de otra materia baxa y no preciosa.
Durán (1867, pp. 215-216).

La mayoría de los mexicas trabajaban de campesinos, usando métodos, conocidos como formas de agricultura intensiva, para manejar sus cultivos sumamente similares a los que se usan en el México moderno, como chinampas (palabra derivada de chinamitl, «seto o cerca de cañas», y pan, «sobre [una superficie]»), y terrazas y semiterrazas (metepantles) de cultivo para las milpas. Algunas de estas estructuras construidas en la época prehispánica siguen siendo usadas en algunas partes de Ciudad de México, Estado de México y Morelos, por dar ejemplos.
Estos métodos fueron ideados como consecuencia del enorme crecimiento de población que experimentó la parte centro de México durante la época del Imperio mexica (a tal punto que, tras la caída de población causada por la Conquista, no se llegaría al mismo nivel de densidad poblacional que se había alcanzado en 1519 hasta la segunda mitad del siglo XX). A través de éstos, aumentó la productividad de los cultivos mexicas (aun siendo vulnerables a desastres naturales), pero también aumentó el esfuerzo y tiempo necesario para construir y mantener estos sistemas. Además, los campesinos tenían que pagar un impuesto a su calpulli, noble o rey, el cual aumentaba conforme crecía la población. Existían campesinos que trabajaban para un calpulli y tenían varias libertades respecto al manejo de las tierras que recibían, mientras que había otros, los mayehqueh (plural de mayectli) o tlalmaitin (plural de tlalmaitl), que trabajaban en tierras poseídas por nobles y poseían pocas libertades, de manera similar a la servidumbre de la Europa medieval (aunque, a pesar de las circunstancias de este segundo tipo de campesino, muy rara vez era descrito como una clase distinta a los mācēhualtin. De hecho, el término mayehqueh es usado pocas veces en las fuentes primarias).
Había, sin embargo, oficios ocupados por mācēhualtin que poseían más privilegios, aunque eran ocupados por la minoría. Los pochtecas, por ejemplo, eran un grupo de comerciantes mācēhualtin dedicados a realizar comercio desde sitios lejanos a la capital, descritos como «sumamente» e «inusualmente ricos y privilegiados», ya que obtenían su fortuna a través del comercio de objetos caros y exóticos de varias partes de Mesoamérica, llevando a cabo sus actividades dentro de los dominios conquistados por el expansionista imperio.
La mayoría de mācēhualtin heredaban los oficios de sus padres, por lo que la mayoría no conseguían privilegios otorgados a través de una carrera militar o religiosa. Sin embargo, sí era posible para algunos conseguir dichos privilegios, como tierras, vestimenta, absolución de pagar tributos y entrar en ceremonias y espacios reservados, entre otros privilegios posibles. A los mācēhualtin que habían conseguido privilegios similares a los poseídos por los pīpiltin a través de su carrera militar se les llamaba cuauhpipiltin, y también obtenían el privilegio de convertir a sus hijos en pīpiltin, aunque recordando sus orígenes como gente común. La situación comenzó a cambiar en los primeros años del reinado de Moctezuma II, a principios del siglo XVI, cuando él, controvertidamente, reemplazó a sus todos sus consejeros, quienes habían servido a su padre Axayácatl y a su tíos y predecesores, Tízoc y Ahuízotl, despidiendo a los mācēhualtin e instalando nobles de su preferencia, para así no trabajar con «gente baxa  [sic]» e «hijos de hombres baxos  [sic]».

### Esclavos (tlātlācohtin)

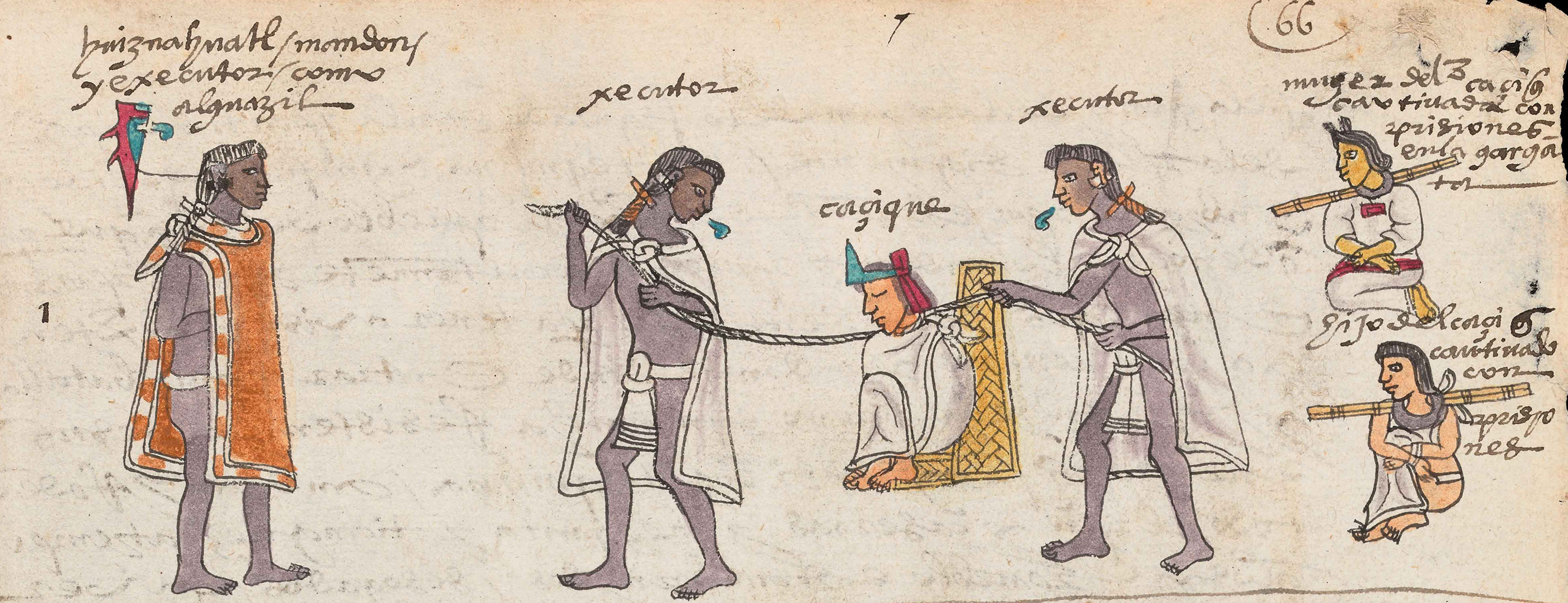
La familia de un gobernante rebelde (a la derecha de la imagen) llevando collares de esclavos (cuauhcozcatl), mientras el mismo gobernante es ejecutado. Ilustración del Códice Mendoza.

Los tlātlācohtin (alternativamente tlacohtin, forma plural de tlācohtli, «esclavo», aunque el historiador Frederic Hicks propone que el término también había sido empleado para prisioneros de guerra no esclavizados) eran prisioneros de guerra, personas que habían cometido un delito o bien personas con grandes deudas a las que no les era posible pagar a corto plazo y se autoempleaban como sirvientes de aquellos a quienes les debían.
A excepción de otras sociedades con esclavitud, donde se veía un gran número de esclavos trabajando en los campos, solo una muy pequeña parte de la población mexica era esclava, al menos en zonas rurales. Por ejemplo: según un censo de fines de la década de 1530 (a principios de la época colonial), el barrio de Tlacatecpan, Tepoztlán, tenía solo 45 tlātlācohtin, incluyendo sus parejas e hijos, entre una población de 3100 habitantes.
Además, según los arqueólogos Michael E. Smith y Frances F. Berdan, la mayoría del tiempo los tlātlācohtin trabajaban en tareas domésticas dentro del hogar y rara vez hacían trabajos pesados. Sin embargo, aunque sus circunstancias, en ciertos aspectos, no eran tan desfavorables como en las sociedades esclavistas de la Antigua Roma o los Estados Unidos, como ejemplifican Smith y Berdan, seguían siendo propiedad sin libertad e incluso podían ser sacrificados si sus dueños lo permitían.
Los tlātlācohtin masculinos realizaban trabajos, y tenían derecho a casarse y a poseer propiedad. Los derechos de las mujeres tlātlācohtin son menos claros, y normalmente eran usadas para hacer servicios sexuales y para ser concubinas (temecáuh, en forma singular), aunque el concubinato era «mal visto por la sociedad», el adulterio aun así era castigado con la pena de muerte, y la poligamia solo estaba permitida para «los que se distinguían en los campos de batalla», según López Austin.
Los tlātlācohtin, aunque su población no era muy grande comparativamente, eran vendidos en los mercados (tianguis) en cantidades considerables. Bernal Díaz del Castillo, conquistador español autor de la Historia verdadera de la conquista de la Nueva España, describió como funcionaba la venta de esclavos en el gran mercado de México-Tlatelolco:

Comencemos por los mercaderes de oro y plata y piedras ricas y plumas y mantas y cosas labradas y otras mercaderías de indios esclavos y esclavas. Digo que traían tantos dellos a vender aquella gran plaza como traen los portugueses los negros de Guinea, e traíanlos atados en unas varas largas con colleras a los pescuezos, porque no se les huyesen, y otros dejaban sueltos. [...] Y fuimos al gran cu, e ya que íbamos cerca de sus grandes patios, e antes de salir de la misma plaza, estaban otros muchos mercaderes, que, según dijeron, eran de los que traían a vender oro en granos como lo sacan de las minas, metido el oro en unos cañutillos delgados de los de ansarones de la tierra, e ansí blancos, porque se paresciese el oro por de fuera: y por el largor y gordor de los cañutillos tenían entre ellos su cuenta qué tantas mantas o qué xiquipiles de cacao valía, o qué esclavos o otra cualquiera cosa a que lo trocaban.
Díaz del Castillo (2011, pp. 292-293).

## Organización económica
La economía era próspera. En primer lugar, su control sobre los otros pueblos les permitía contar con abundante mano de obra. La organización económica mexica estaba regida por el calpulli, un grupo de familias a las cuales se les asignaba una cantidad de tierras para trabajarla, de forma que la producción se repartía entre las familias, el Estado, los sacerdotes y el jefe del calpulli. Por otra parte, el cobro de tributo hizo que los mexicas tuviesen abundancia de materias primas y productos. Otro factor que posibilitó la prosperidad fue la utilización de avanzadas técnicas agrícolas. Tenochtitlan, capital de los mexicas, estaba construida en una isla en el centro del lago Texcoco.
Los mexicas usaron el sistema de cultivo conocido como chinampas, y con este sistema llevaban la tierra al agua. Lo hacían de la siguiente manera: clavaban cuatro estacas de ahuehuete en las tierras pantanosas y formaban un rectángulo. Lo llenaban con varas y tiras de pasto y lo cubrían con lodo; las estacas arraigaban y retenían la tierra en los bordes. La chinampa absorbía el agua del lago y el lodo servía de abono; de este modo sembraban varias veces al año. También construyeron terrazas de cultivo en las zonas montañosas. Usaban abonos vegetales y animales.

### Comercio
El comercio de los mexicas se basaba principalmente en el trueque. Además que posiblemente habrían existido ferias en el imperio al igual que en el imperio incaico. Normalmente los comerciantes mexicas (pochtecas) intercambiaban productos de Tenochtitlan y alrededores para conseguir productos de lujo de las otras ciudades y naciones. Por la cantidad de población y los datos indirectos se cree que Tenochtitlan en su época de esplendor era el mercado más grande del mundo, y se ubicaba en la plaza central de Tlatelolco comercializaban con esclavos, prisioneros de guerra, cacao, frutas exóticas, etc.
La generación de excedentes, producto del cultivo de chinampas, permitió el desarrollo del comercio de artículos artesanales. Intercambiaban objetos labrados en oro y plata, cerámica, adornos de plumas y tejidos de algodón.

#### Monedas
En el México prehispánico no había un tipo de moneda usado de manera oficial, pues la mayoría de adquisiciones se hacían mediante trueque, como describió Bernal Díaz del Castillo. Según observó Hernán Cortés, conquistador de México-Tenochtitlan, el valor de los objetos en los mercados de la ciudad se determinaba por su cantidad y tamaño, aunque no por su peso. Sin embargo, sí había ciertos objetos que eran usados como un tipo de moneda, pues podían ser usados para comprar diversos tipos de productos dependiendo de su cantidad y calidad. Los granos de cacao son un ejemplo de esto.
El cacao era ampliamente usado como moneda en la época prehispánica, a tal punto que hubo una crisis en el Imperio relacionada con la falsificación de granos. Según fray Bernardino de Sahagún, autor de la Historia general de las cosas de Nueva España, los falsificadores de cacao llenaban cáscaras de granos vacías con masa o cera para engañar a vendedores. La calidad y tipo del cacao era tomada en cuenta; el «buen tratante» vendía sus almendras «gordas, macizas y escogidas», y separadas por su tamaño, peso y conservación, y también por su lugar de origen, en caso de venir de alguna región lejana o extranjera. Al cacao de baja calidad y mezclado con granos falsos se le llamaba cuauhpatlachtli.
En marzo de 1545, a principios de la época colonial, un juez de Tlaxcala, para combatir contra la inflación percibida en los tianguis, declaró en un documento, posteriormente pregonado por un indígena en el tianguis de la ciudad, los precios fijos de varios productos básicos en granos de cacao. Este documento nos puede dar una idea de cómo se usaba esta moneda en la época prehispánica. Aquí se ofrecen, de ejemplo, siete de los productos del documento:

Texto original en náhuatl:
- Yn centetl çovatotolin yectli macuilpualli cacavatl ypatihu yn chamavac yn patzavac cacahoatl chiquacenpuvalli [...]
- yn cihtli ahno quahvtochtli mamahcuilpualli cacavatl ypatihu
- yn tochtli tepitzin onpualli onmatlactli ypatihu
- yn centetl nicantotoltecciztli etetl cacavatl ipatihv [...]
- yn centetl xitomatl quinamiquiz in cacavatl
- yn centetl cacavatl cenpualtetl yn miltomatl
- Yn nicanchilchotl yancuican necih in centetl cacavatl ontetl yn ihquac vel vnezqui in centetl cacauatl nahvtetl

Traducción:
- Una buena pava vale 100 granos de cacao enteros, o 120 granos de cacao reducidos. [...]
- Una liebre o conejo grande/de bosque vale cien granos de cacao cada uno.
- Un conejo pequeño vale treinta.
- Un huevo de pavo vale tres granos de cacao. [...]
- Un tomate grande será equivalente a un grano de cacao.
- Un grano de cacao, veinte tomatillos.
- Un chile verde local, recién recogido, dos por un grano de cacao; cuando está completamente maduro, cuatro por un grano de cacao.

Fuente del texto y su traducción: Anderson, Arthur J. O.; Berdan, Frances; Lockhart, James, eds. (1976). Beyond the Codices: The Nahua View of Colonial Mexico (en inglés, náhuatl y español). University of California Press. pp. 208-213.

Como se puede observar, el cacao continuó siendo usado como moneda oficial a lo largo del siglo XVI, décadas después de la Conquista, a pesar de que la Casa de Moneda de México se fundó en 1535 y se comenzaron a acuñar las primeras monedas de plata oficiales al año siguiente. Los indígenas trabajando en las siembras eran pagados con cacao y también era usado para pagar cuando uno caía en la cárcel. Parece ser que en algunas regiones el cacao se continuó usando hasta el siglo XIX, ya después de la Independencia de México.

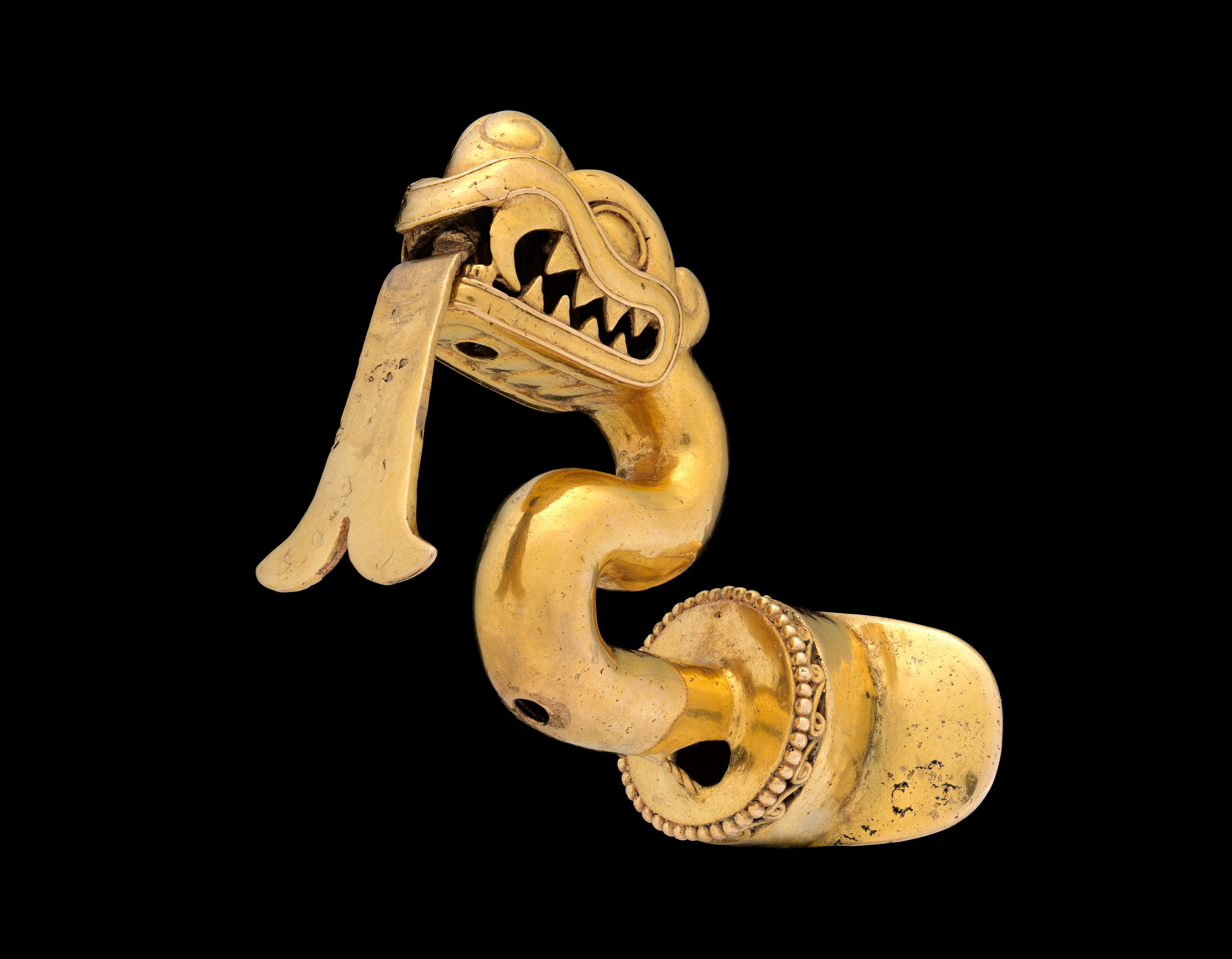
Bezote de oro mexica en forma de serpiente con una lengua articulada, ubicada en el Museo Metropolitano de Arte.

El cacao era usado para compras pequeñas diarias, mientras que mantas blancas, llamadas cuachtli, se usaban para compras más grandes al tener un valor más alto. Según Sahagún, un cuachtli tenía un valor que llegaba desde 65 a 100 granos de cacao, dependiendo de su calidad. Según Warwick Bray, «solo 33 años después de la Conquista» el valor de los cuachtlis incrementó a 240 y hasta 300 granos. Según Motolinía, un hombre (probablemente macehualli) podía mantenerse a sí mismo por un año con 20 cuachtlis. Bray redactó una lista de precios de varios productos en cuachtlis. Aquí se presentan cuatro, de ejemplo:
- Un cayuco = 1 manta.
- 100 hojas de papel = 1 manta.
- Bezote (tentetl) de oro = 25 mantas.[nota 5]
- Traje de guerrero y escudo = alrededor de 64 mantas.

Es posible que el tipo de cacao usado como moneda no era el mismo al que era consumido como chocolate y que los cuachtlis no eran para vestir. Según Francisco Javier Clavijero, existía una especie de cacao que era usada para consumo, llamada tlacalcacahuatl, mientras que otras tres especies eran usadas como moneda, pues éstas resultaban en bebidas de menor calidad. Esta misma práctica también parece haber existido entre los mayas.

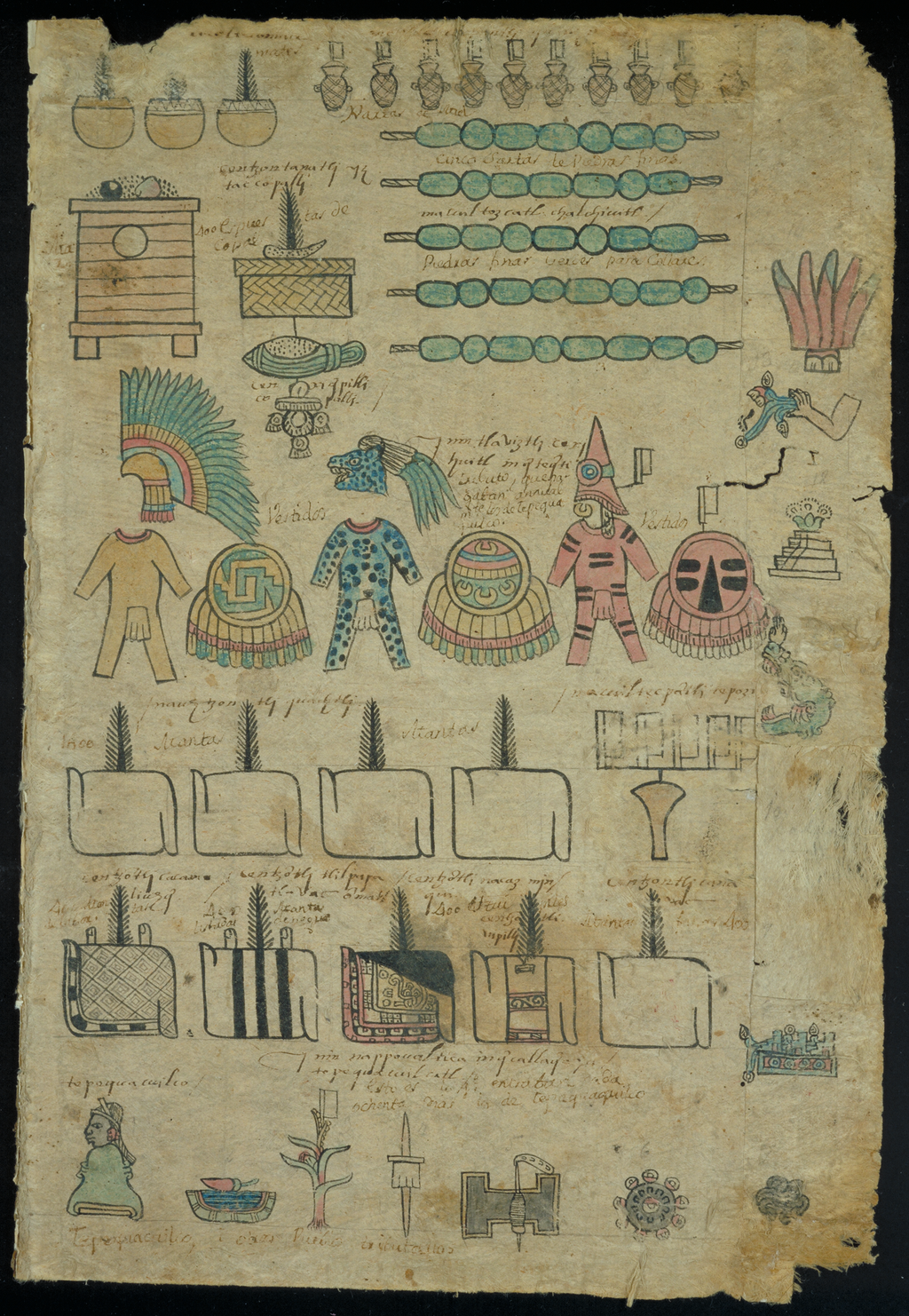
Una página de la Matrícula de Tributos, un registro de los tributos pagados a México-Tenochtitlan por las provincias tributarias. Ésta muestra los tributos pagados por la provincia de Tepecoacuilco (su glifo ubicado en la esquina inferior izquierda) y sus pueblos, incluyendo un pago de 100 hachas de cobre o bronce y de 1600 cuachtlis (debajo de los uniformes militares), entre otros objetos que eran entregados.

Otro tipo de moneda usada eran pequeñas piezas en forma de hachas hechas de aleaciones de cobre (tepoztli). En el oeste mexicano (Oaxaca, Guerrero y Michoacán), la mayoría de estas están hechas de bronce arsénico. La gran mayoría de estas monedas se han encontrado en la Sierra Madre de Oaxaca, aunque se tratan del tipo de artefacto metálico más abundante encontrado en Mesoamérica (decenas se han encontrado en Ciudad de México), y, de hecho, parece que su uso se extendió hasta Centroamérica, pues su probable mención más antigua en textos españoles proviene de un documento de 1524 por el capitán Gil González Dávila sobre su expedición en Nicaragua: según el documento, en 1522, un cacique chorotega llamado Diriangen, mostrándole su fortuna, presentó, entre otros tesoros, «dozientas y tantas hachas de oro baxo  [sic]» repartidas entre más de 500 personas. Sin embargo, también es posible que este texto esté hablando de otro tipo de hachas. Las hachas usadas en Oaxaca como moneda son mencionadas por primera vez en un inventario de 1528.
A mediados del siglo XVI, Francisco López Tenorio escribió acerca del uso de estas hachas en Oaxaca:

En la provincia de la Cibdad sobre dichas provincias comarcanas se usan y tratan entre los naturales en moneda de metal en muy gran cantidad. [...] Esta es la forma de moneda de cobre que se usaba en la Nueva España. [...] Valían cuatro de éstas, nuevas, cinco reales, y después, siendo gastadas un poco, no las querían recibir en precio alguno, y venían á valer diez por un real, para tornarlas á refundir, y si habia agravio ó no, de esta manera se puede atender.

Como punto de referencia: en 1555 la Corona española fijó el valor de un real español a 40 granos de cacao, y para el tercer cuarto del siglo XVI su valor aumentó a 100 granos.
Había dos provincias tributarias que pagaban hachas de cobre como parte de su tributo. Una de ellas era Tepecoacuilco (pueblo conquistado por Itzcóatl en las etapas tempranas del Imperio), que entregaba 100 de ellas cada 80 días, además de 100 campanas también hechas de cobre (según un documento de 1554 sobre Moctezuma II). La otra era Quiauhteopan (aparentemente un pueblo sujeto a Olinalá, y cuya conquista es reclamada tanto por Moctezuma I como por Nezahualcóyotl), que pagaba 80 cada seis meses, además de 40 campanas de cobre.

### Industrias

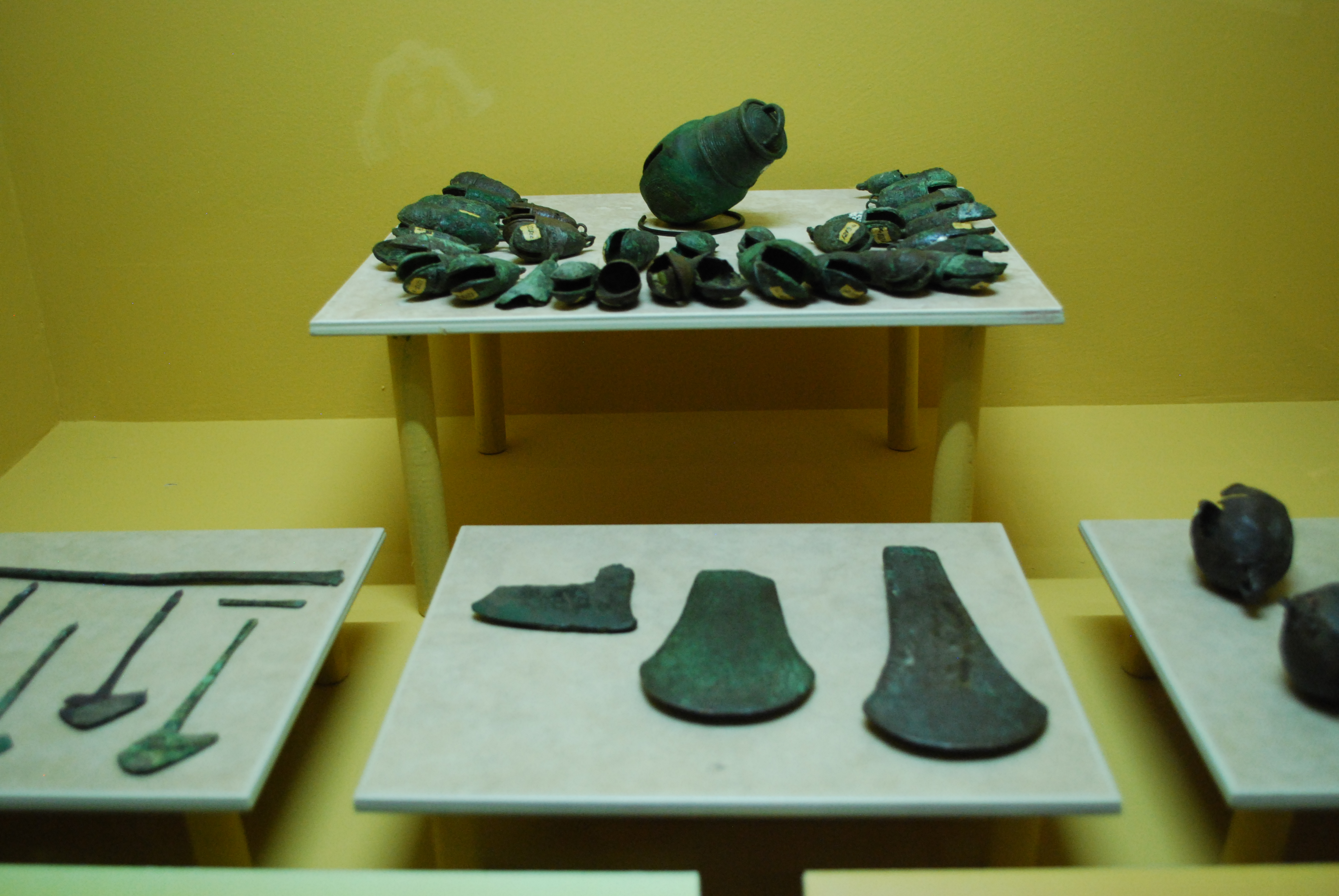
Varios objetos de cobre prehispánicos en el Museo Regional de Chiapas.

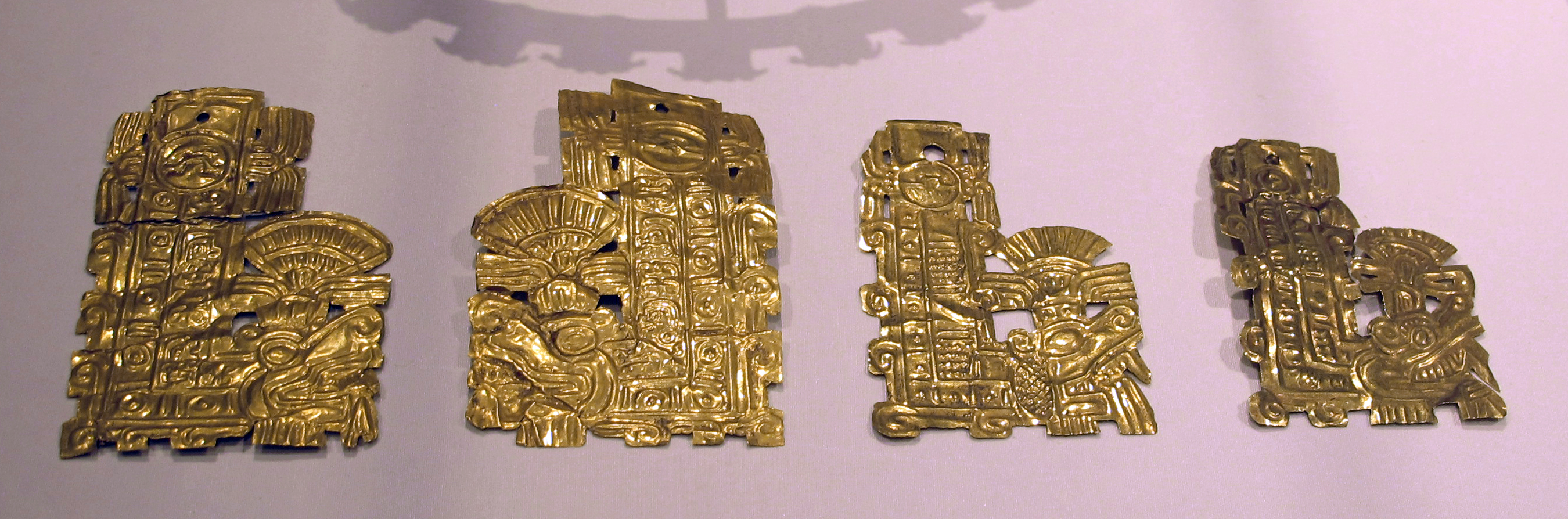
Ornamentos de oro de Quetzalcóatl, la Serpiente Emplumada, en el Museo Metropolitano de Arte.

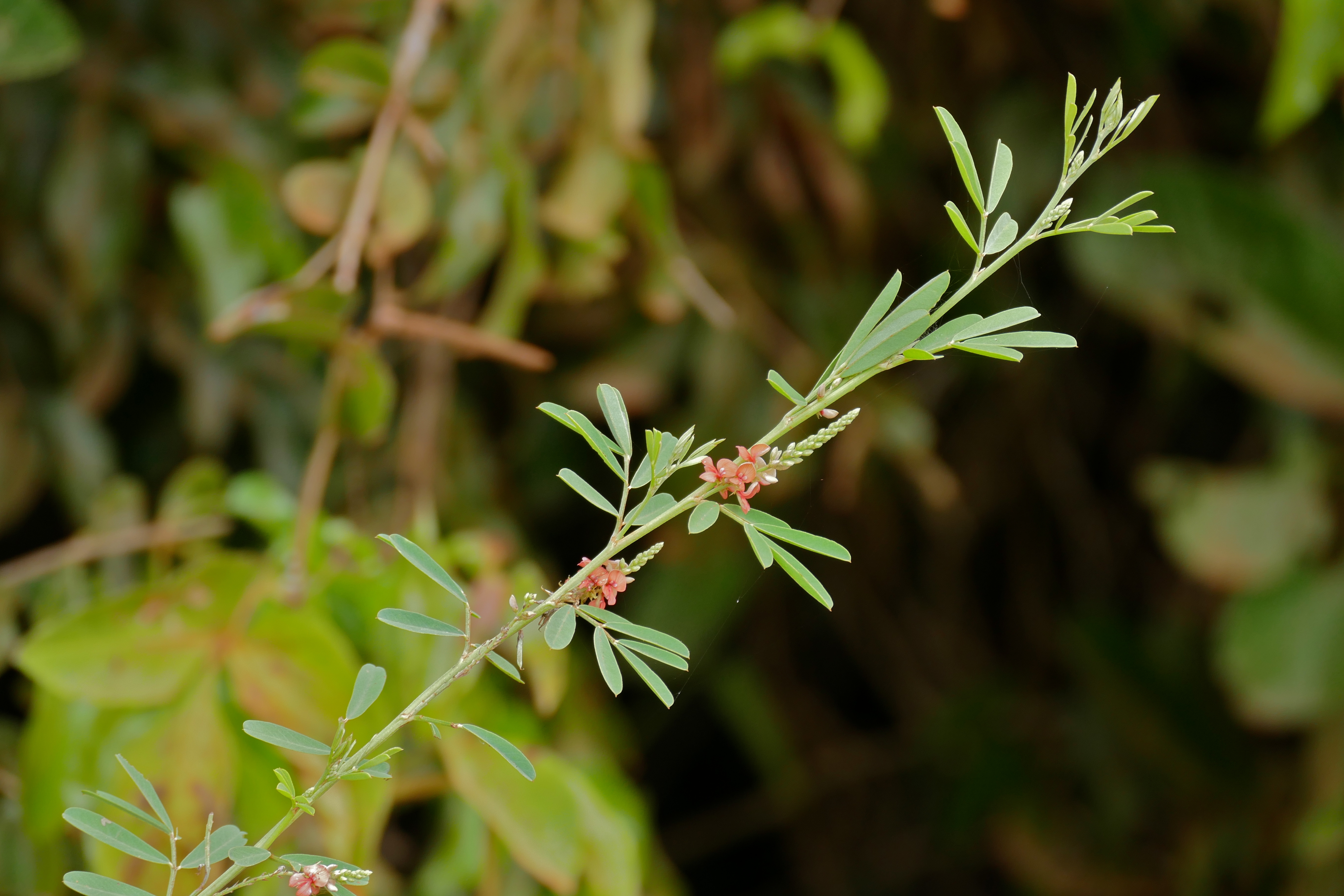
Una rama de jiquilite en Brasil. En el municipio de Santiago Niltepec, en Oaxaca, México, aún se produce añil usando esta planta, cuyas hojas escurren el tinte.

- Metalurgia: Las civilizaciones del México antiguo comenzaron a desarrollar esta industria a partir del siglo VII d. C. en el occidente mexicano (Michoacán, Jalisco, Colima, Nayarit y Guerrero). Aunque este fue el sitio principal de producción de aleaciones de cobre, la región Huasteca también fue un centro de producción durante el siglo XV, como se evidenció en la década de 1990 tras los análisis químicos de más de 50 objetos metálicos encontrados en sitios excavados en los años 60. Lo más probable es que la metalurgia de occidente fue introducida a esta región por medio del comercio impulsado por los mexicas.[33] Según Dorothy Hosler, la historia de la metalurgia en el México prehispánico se puede dividir en dos periodos:
  - Periodo 1: del siglo VII al XIII d. C., se comenzó a usar cobre (tepoztli) para crear objetos como cascabeles (coyolli, en forma singular),[34] que se hacían usando el método de moldeo a la cera perdida, y herramientas como, por ejemplo, hachas, creadas mediante el trabajo en frío.
  - Periodo 2: del siglo XIII en adelante, se amplió en gran medida la cantidad de técnicas usadas en la industria. Se comenzó a trabajar con aleaciones de cobre para mejorar la tenacidad, fluidez y color de los objetos creados con este material. El desarrollo de este periodo tomó lugar principalmente en el Imperio purépecha, imperio vecino y rival al Imperio mexica.

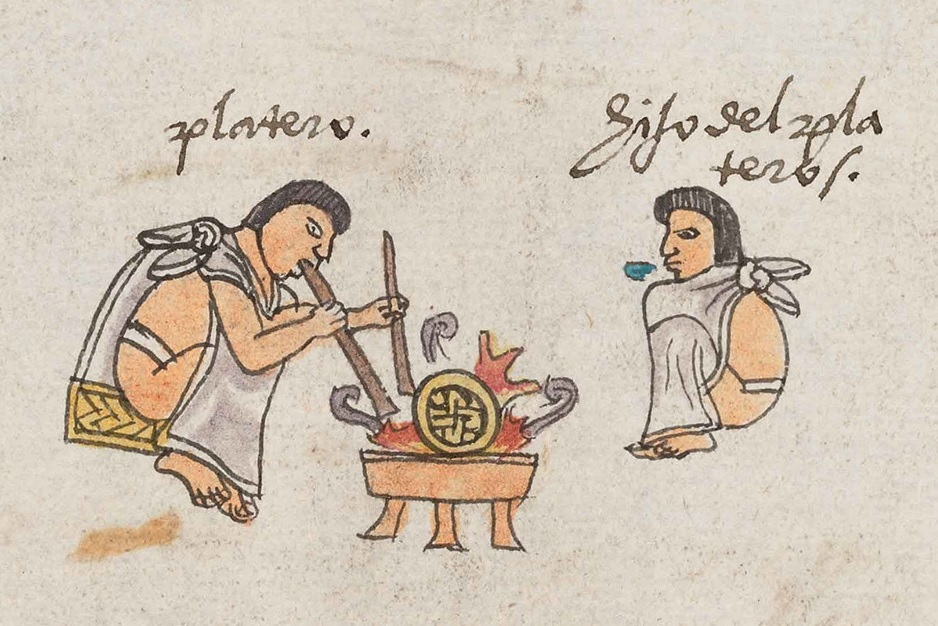
Un padre enseñándole a su hijo a trabajar con oro. Ilustración del Códice Mendoza.

A partir del segundo periodo, los mesoamericanos comenzaron a experimentar con el bronce, aumentando la concentración de estaño (amóchtli) o arsénico en ornamentos y cascabeles para cambiar su color y hacerlo parecido al oro (coztic teocuitlatl) o la plata (iztac teocuitlatl). Esto se debe a que los colores de estos dos metales eran asociados con el Sol y la Luna respectivamente, tanto por los purépechas como por los mexicas. Para los mexicas, además, el brillo producido por el color del oro estaba relacionado con la deidad solar Tonatiuh (cuyo nombre se traduce como «el que brilla»), y su idea de un paraíso se encontraba llena de objetos, como pétalos de flores y plumas de pájaros, reflejando los colores dorados y plateados del Sol. Para herramientas con utilidad práctica, sin embargo, solo añadían la concentración suficiente para mejorar su desempeño sin afectar su color.
Al que trabajaba el oro se le llamaba coztic teocuitlapitzqui, «platero que labra oro», según traduce Alonso de Molina, y el dios de estos trabajadores era Xipe Tótec. El proceso para crear artesanías de oro consistía en el proceso de moldeo a la cera perdida, usando un molde creado con una mezcla de carbón vegetal y arcilla (la misma que era usada para crear platos) y un modelo de la pieza planeada hecha en cera de abeja. Bernardino de Sahagún describió con gran detalle, en lengua náhuatl, el proceso en el capítulo dieciséis del libro noveno de su Historia general de las cosas de Nueva España, aunque no lo tradujo al español porque «no importa mucho, ni para la fe ni para las virtudes porque es prática  [sic] meramente geométrica».
Hosler piensa que varias de las técnicas metalúrgicas aplicadas por los mesoamericanos fueron introducidas a través de comercio entre el oeste mesoamericano y el norte de Sudamérica (por los territorios que actualmente forman Ecuador, Perú y Bolivia, donde la metalurgia ya se había empezado a desarrollar desde, aproximadamente, el siglo XV a. C.), mediante una ruta comercial marítima, probablemente dirigida por los manteños del territorio que ahora es la costa de Ecuador, cuyas balsas eran potencialmente capaces de llegar a México y cuyos comerciantes viajaban en dirección norte con objetos de metal para intercambiar. Sin embargo, no se importó metal sudamericano al occidente mexicano, sino que los conocimientos necesarios para producir bronce fueron obtenidos de Centro y Sudamérica.
Los mexicas demandaban oro y bronce o cobre como tributo en ciertas regiones. La Matrícula de Tributos registra pagos de hachas y cascabeles de cobre a México-Tenochtitlan por las provincias de Tepecoacuilco, donde se explotaba cobre en el pueblo de Chilapan, y Quiauhteopan. Un documento de 1554 añade a la provincia de Tlachco (al norte del actual Estado de Guerrero, conquistada por Moctezuma I entre una serie de campañas realizadas sobre sus alrededores desde el reinado de Itzcóatl hasta el de Axayácatl), describiendo un pago de 100 hachas y 2 lingotes grandes.

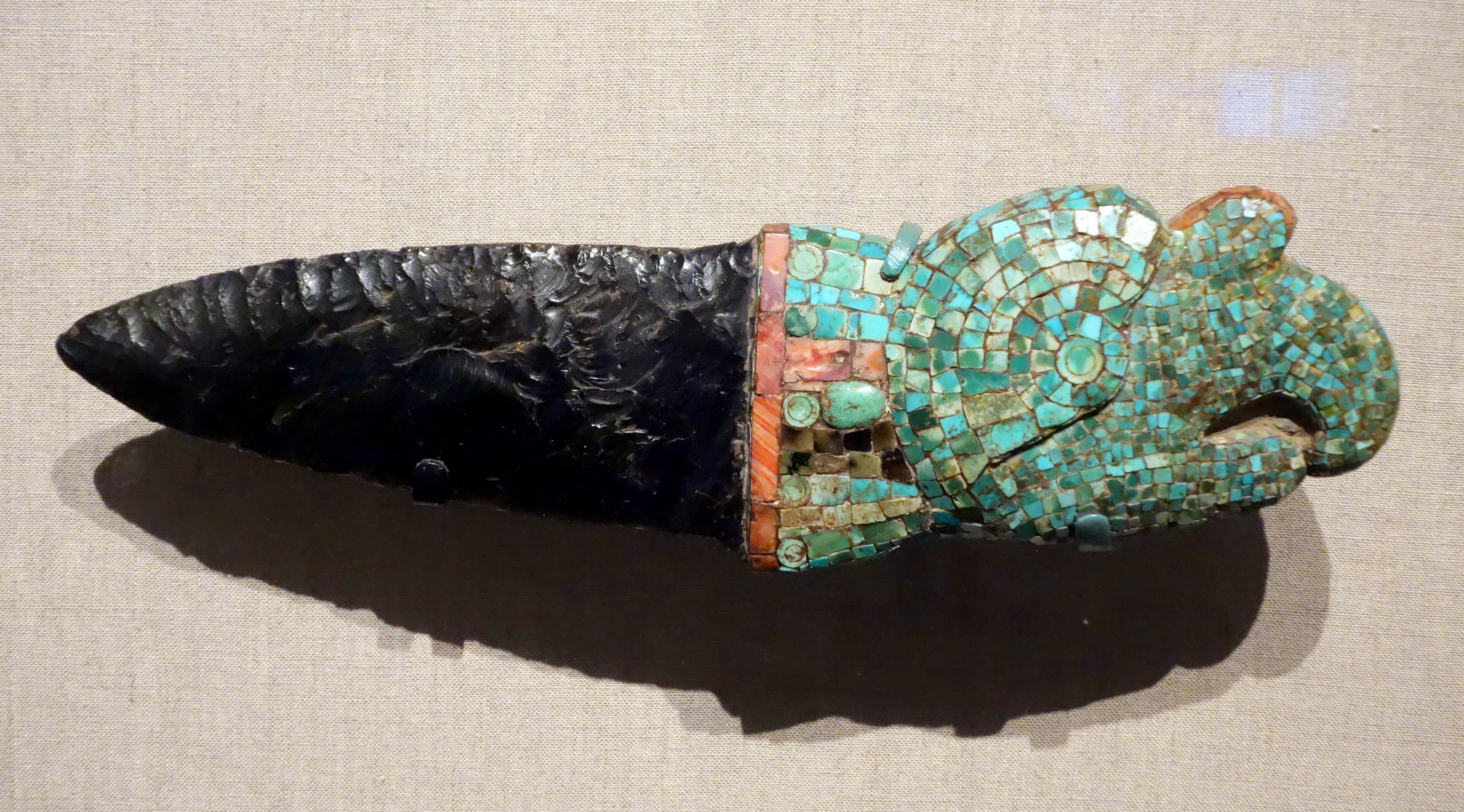
Cuchillo ceremonial de la Mixteca Alta hecho de obsidiana con una empuñadura cubierta en turquesa, en el de Young Museum.

- Minería: La obsidiana (piedra cristalina de origen volcánico) se obtenía de la Sierra Madre Sur y Occidental y se empleaba para elaborar armas y objetos cotidianos (cuchillos, platos, collares). La región volcánica de Zináparo (en el actual Estado de Michoacán) nos muestra cómo se obtenía la obsidiana en la época prehispánica. La forma de extracción más común era a cielo abierto, el cual es un método considerablemente simple. La minería subterránea, sin embargo, también era una forma común. Según investigaciones llevadas a cabo en el sitio mencionado, publicadas por Véronique Darra, las actividades mineras subterráneas se hacían únicamente con galerías horizontales, ya sean regulares o irregulares, situadas principalmente sobre laderas, o con la excavación de cámaras más amplias, aunque es posible que también se hayan excavado pozos que actualmente están tapados. Darra estima que el peso de la obsidiana útil extraída de dos de las minas subterráneas analizadas fue de 237 y 463 toneladas (de 605 y 927 toneladas extraídas en total, al incluir residuos, respectivamente).[39]

La obsidiana se comenzó a usar en Mesoamérica desde la prehistoria, y durante el periodo formativo, en sitios como San Lorenzo, Veracruz, entre los siglos XV a XI a. C., las navajas prismáticas hechas con este mineral se empezaron a volver comunes como herramientas para la vida cotidiana, para hacer ofrendas de sangre y armas. Famosamente, la obsidiana fue empleada para crear armas como, por ejemplo, el macuahuitl, cuyo aspecto es similar a una espada y está hecha de madera con navajas de obsidiana puestas en dos lados opuestos. El arma como se conocía entre los mexicas empezó a aparecer en el registro arqueológico en el periodo Posclásico Tardío. Los conquistadores españoles reconocieron su potencia desde su llegada a la costa del actual territorio mexicano, algunos exagerándola afirmando que «de un golpe» podía echar «la cabeza de un caballo abajo» y «que dividen a veces a un hombre en dos partes de un solo tajo», aunque también reconocían su fragilidad.

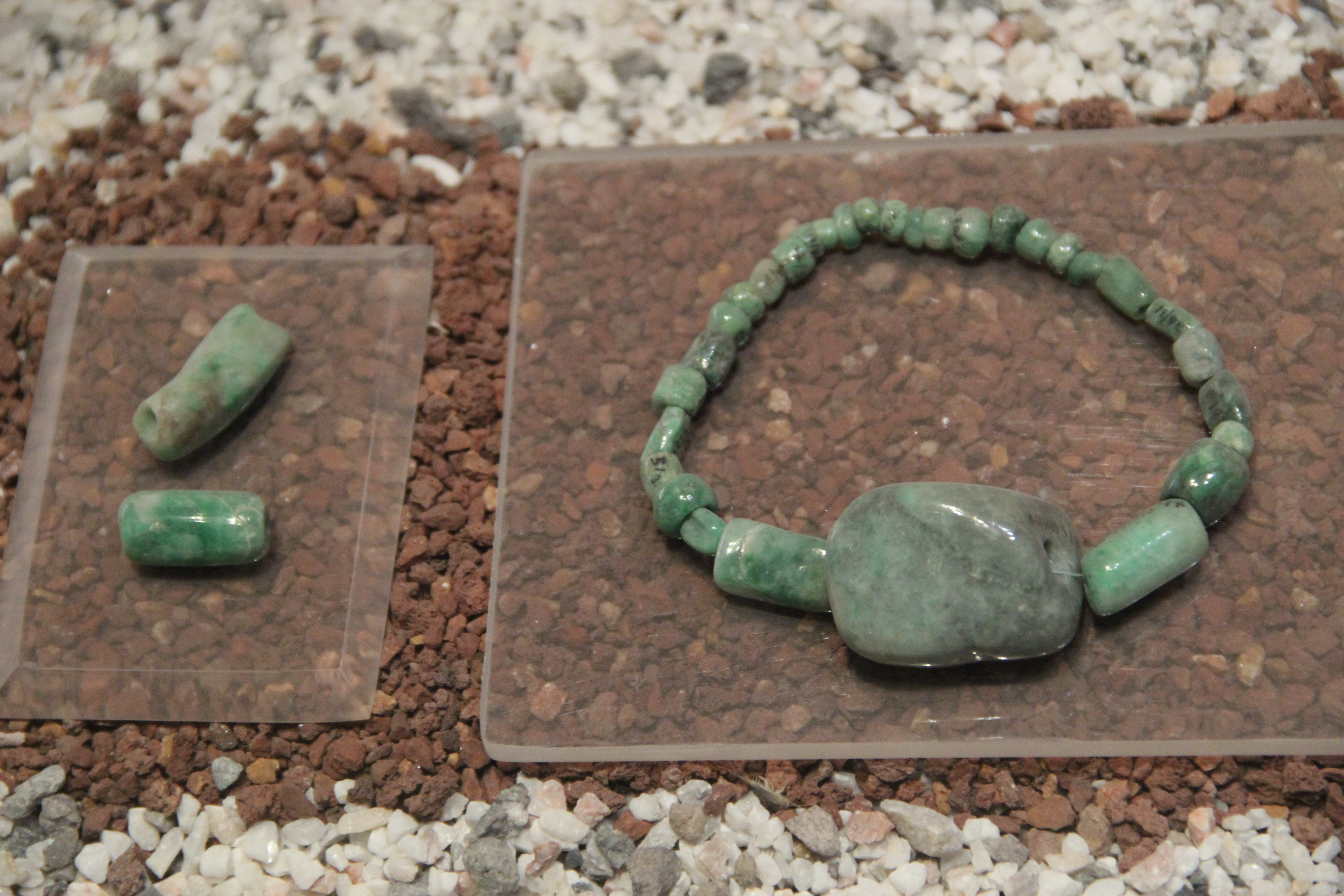
Collar de jade encontrado en el Templo Mayor exhibido en su museo.

Otra piedra preciosa era la jadeíta (chalchihuitl o chalchihuite), que ha sido utilizada en territorio mexicano desde la época de la cultura olmeca, la llamada «cultura madre» de México formada hacia el siglo XIII a. C., para hacer hachas y esculturas, hechas por artesanos especializados con «años de entrenamiento» quienes ponían «largas horas de esfuerzo» perfeccionando sus creaciones. Se conoce que este mineral era explotado desde el territorio que actualmente forma Guatemala, donde se ha encontrado una fuente por el río Motagua. Los textos históricos ofrecen otras posibles fuentes, pero actualmente no hay evidencia de su existencia. Según los informantes de Sahagún, los mexicas encontraban chalchihuites buscándolos en el amanecer, al mostrar vapor que soltaban ya que atraían humedad.
Nuevamente, la Matrícula de Tributos indica que el Imperio demandaba chalchihuites en forma de ristras a ciertas provincias, tanto del occidente como del oriente, como Tepecoacuilco (en el actual Estado de Guerrero), de donde se demandaban cinco ristras. No se sabe con certeza el origen de esta jadeíta, aunque se piensa que podía haber sido del pueblo de Cueçalan, ubicado en la provincia y cercano al río Balsas. Otras provincias eran Tochtepec (en el actual Estado de Oaxaca), que pagaba 7 ristras y 3 cuentas grandes; Xoconochco (en el Estado de Chiapas, donde ahora está la frontera entre Guatemala y México), que pagaba 2 ristras (3 según un documento de 1554); Cuetlaxtlan (en el Estado de Veracruz), que pagaba una; y Tuchpa (en el norte de Veracruz), que pagaba 2, además de una ristra de cuentas y dos mosaicos de turquesa.
Sobre el oro: éste no se minaba, al menos no en la gran mayoría de los casos, pues se obtenía de los ríos en forma de pepitas que eran sacadas de la arena «como grandes granos de maíz». No obstante, la Relación de Tepeucila, un documento de 1579, redacta que sí existía una mina de oro en el pueblo, llamada Tecpanapa, que era usada para pagar tributos, tanto al Imperio mexica como al Imperio español, después de la Conquista, aunque no hay evidencia arqueológica ni testimonios abundantes sobre este tema.
- Textilería: Industria de gran importancia entre los habitantes del imperio azteca, la cual tenía entre sus principales productos la fabricación de tejidos de algodón y fibra de maguey.

La gran mayoría de tejidos prehispánicos se realizaban con fibras de origen vegetal. Típicamente para hacer prendas suaves se usaba algodón, ya sea blanco o café, cuya distribución en los territorios mexicas era amplia (excepto en el Norte de México, donde normalmente usaban yuca o izote, íczotl en náhuatl). El henequén, proveniente de la península de Yucatán; el ixtle de maguey (metl), de estados como Hidalgo, Tlaxcala, México, entre otros; y la palma (zóyatl), de distribución amplia, eran comúnmente usadas en el Imperio para prendas duras. A veces se le añadía a la tela, sin embargo, plumas, pelaje o piel de jaguar (océlotl), conejo (tochtli) o liebre (citli), como elemento ornamental.
Los procesos prehispánicos usados para tejer aún son aplicados por pueblos indígenas de México. La herramienta usada comúnmente para tejer era el telar de cintura (iquitihualoni), un telar horizontal llamado así porque uno de sus extremos se coloca en la cintura, mientras el otro cuelga de un árbol o de algún otro punto fijo. Esta herramienta continúa siendo usada de forma abundante por los pueblos indígenas mexicanos en la actualidad. Generalmente se esperaba que las mujeres asumieran el rol de tejedoras desde jóvenes, tal como era indicado en las ceremonias dedicadas al nacimiento de una niña, en las cuales se le presentaban los utensilios necesarios para tejer. Desde los cuatro años de edad, según el Códice Mendoza, las niñas empezaban a aprender a hilar usando un huso (malacatl o malacate), y a partir de los 14 años se les enseñaba a tejer con el telar y un palo (tzotzopaztli o «machete»). La diosa celebrada por las tejedoras era Xochiquetzal, pues pensaban que ella fue la primera mujer que hiló y tejió, lo cual celebraban en el festival de Tititl (en el mes de enero, según el Códice Telleriano-Remensis). Varias diosas representadas como guerreras, como Cihuacóatl y Tlazoltéotl, eran ilustradas usando el «machete» del telar de cintura como un arma, llevándolo con un escudo en varias ocasiones, y existen relatos transmitidos a través de tradiciones orales aún vigentes en comunidades zapotecas del sur de Oaxaca en los cuales estas herramientas son usadas como armas, dándole un contexto bélico a la textilería tradicional.
Como se mencionó en la sección sobre los mācēhualtin, existían leyes declaradas por Moctezuma I, a mediados del siglo XV, que restringían severamente lo que podía vestir la gente común. Aquí se añade más información descrita por Diego Durán:

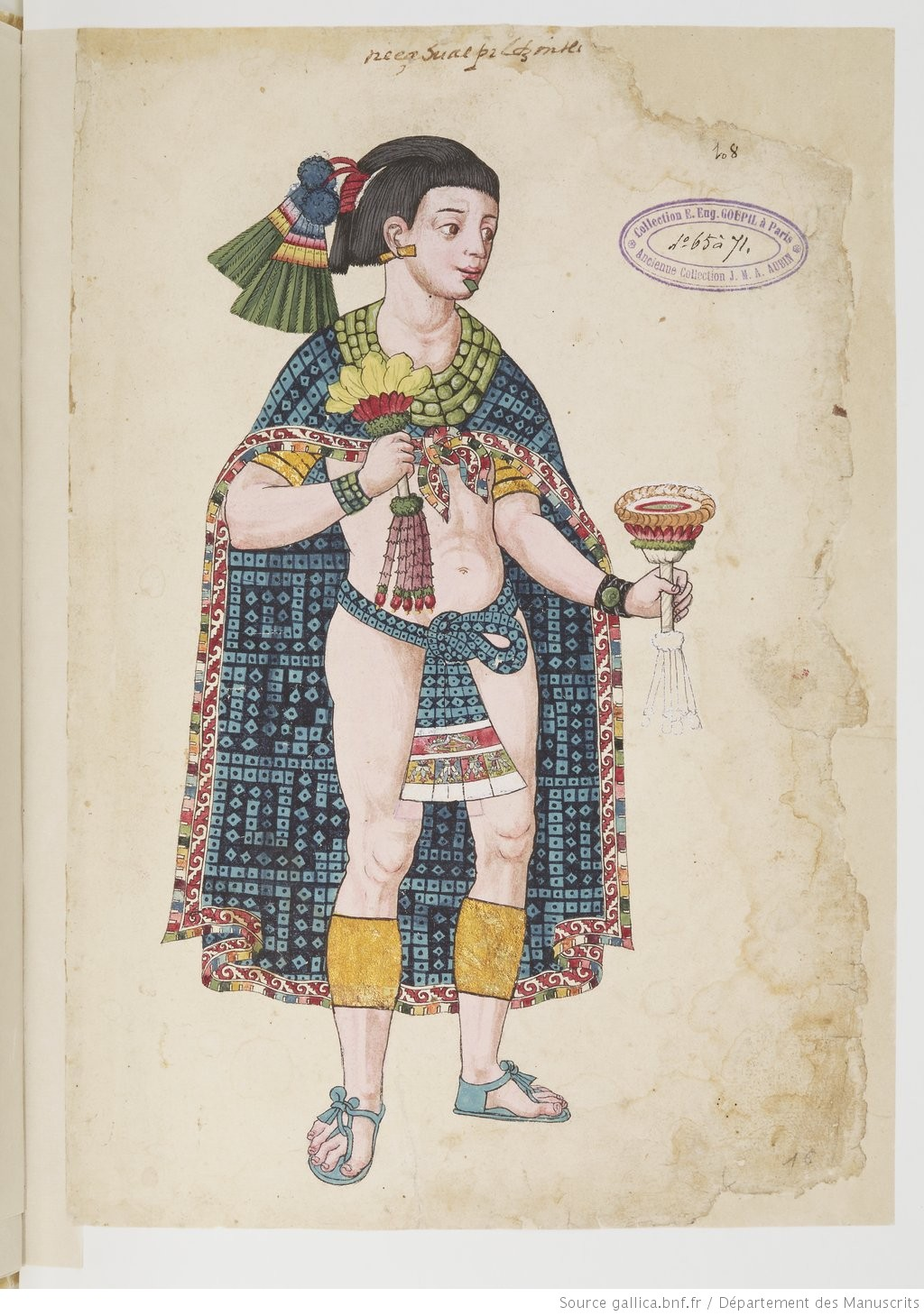
Nezahualpilli, tlatoani de Tetzcoco, en su atuendo real. Ilustración del Códice Ixtlilxóchitl.

Tambien se determinó que solo el rey pudiese traer las mantas galanas de labores y pinturas de algodon y hilo de diuersos colores y plumería, doradas y labradas con diuersas labores y pinturas y diferenciallas quando á él le pareciese, sin auer ecepcion en traer y usar las mantas quel quisiese; y los grandes señores, que eran hasta doce, las mantas de tal y tal labor y hechura, y los de menos valía, como uviese hecho tal ó tal valentía ó açaña, otras diferentes; los soldados, de otra menos labor, no pudiendo usar de otra preciosa labor y diferencia, mas de aquella que allí se le señalaba con sus ceñidores y bragueros, que aludian y seguian la hechura de la manta que le era permitida.
Durán (1867, p. 215).

También como se mencionó en la sección antes indicada, la gente común que no era guerrera tenía, por ley, que vestir ropa de henequén, que era de un valor mucho más bajo que la ropa de algodón. De hecho, Bernal Díaz del Castillo relata que la gente de la República de Tlaxcala, nación vecina y enemiga de los mexicas durante ese tiempo, vestía únicamente, aunque «eran muy primas y de buenas labores y pinturas», prendas de henequén, debido a que no había fondos suficientes para poder vestir algodón a causa de la guerra contra los mexicas, la cual se intensificó durante el reinado de Moctezuma II.
Aún existen pueblos indígenas mexicanos que conservan sus tradiciones indumentarias y se visten a la manera de sus ancestros prehispánicos, incluso en los casos donde hubo intentos para erradicar ciertas costumbres indumentarias, tal sería el caso de las mujeres mixtecas de la costa de Oaxaca: varias de estas mujeres solían vestir, desde la antigüedad, una falda conocida como pozahuanco (cozahuanqui en náhuatl, che'e en lengua mixteca; hecha de un lienzo pesado de algodón con rayas horizontales pintadas de rojo de cochinilla grana, nocheztli en náhuatl; azul oscuro de añil de la planta conocida como jiquilite, xiuhquílitl pitzáhuac; y púrpura de caracol), mostrando sus pechos totalmente descubiertos, costumbre localmente conocida como «estar chirunda». A mediados del siglo XX, sin embargo, varias mujeres comenzaron a cubrirse la parte superior del torso usando delantales a causa de la llegada de gente foránea a sus localidades durante un periodo económicamente importante para México. Aún en la década de 1960 era común que las mujeres jóvenes se vistieran tradicionalmente, pero actualmente esto es poco común. A pesar de las circunstancias, aún hay algunas mujeres que continúan vistiéndose «chirundas» y con su pozahuanco, aunque, según un estudio publicado en 2016, la gran mayoría de estas mujeres son mayores de sesenta años y monolingües, es decir, solo hablan su lengua nativa, y no el español u otro idioma.
La textilería no solo formaba parte de la vida cotidiana de los mexicas, pues también tenía un rol de gran importancia en la guerra. Un elemento importante y común del equipo de protección usado por los guerreros mexicas era una armadura con forma de camiseta hecha de algodón, conocida como ichcahuipilli (ichcatl, «algodón»; huipilli, «camisa»; conocida en textos hispanos como «escaupil»). Esta armadura tenía un grosor de «un dedo y medio hasta dos» y se documenta que era sumamente resistente: según un conquistador español anónimo de Hernán Cortés, servían «para que no entren flechas ni dardos, antes bien los rechazan sin recibir herida, ni aun las espadas pueden atravesarlos». Si el guerrero poseía un tlahuiztli (traje que cubría los brazos y las piernas, sin ser una armadura), éste se llevaría sobre el ichcahuipilli. El mismo tlahuiztli podía estar hecho con plumas cosidas sobre una tela para darle colores y, en el caso de ciertos tipos de guerreros, para hacerlo parecido a la piel de un animal. Para los nobles meritocráticos, sin embargo, sí usaban piel de animal (véase la sección sobre los pīpiltin arriba). Tras su llegada, algunos soldados españoles empezaron a usar esta armadura para defenderse de las flechas de sus enemigos.

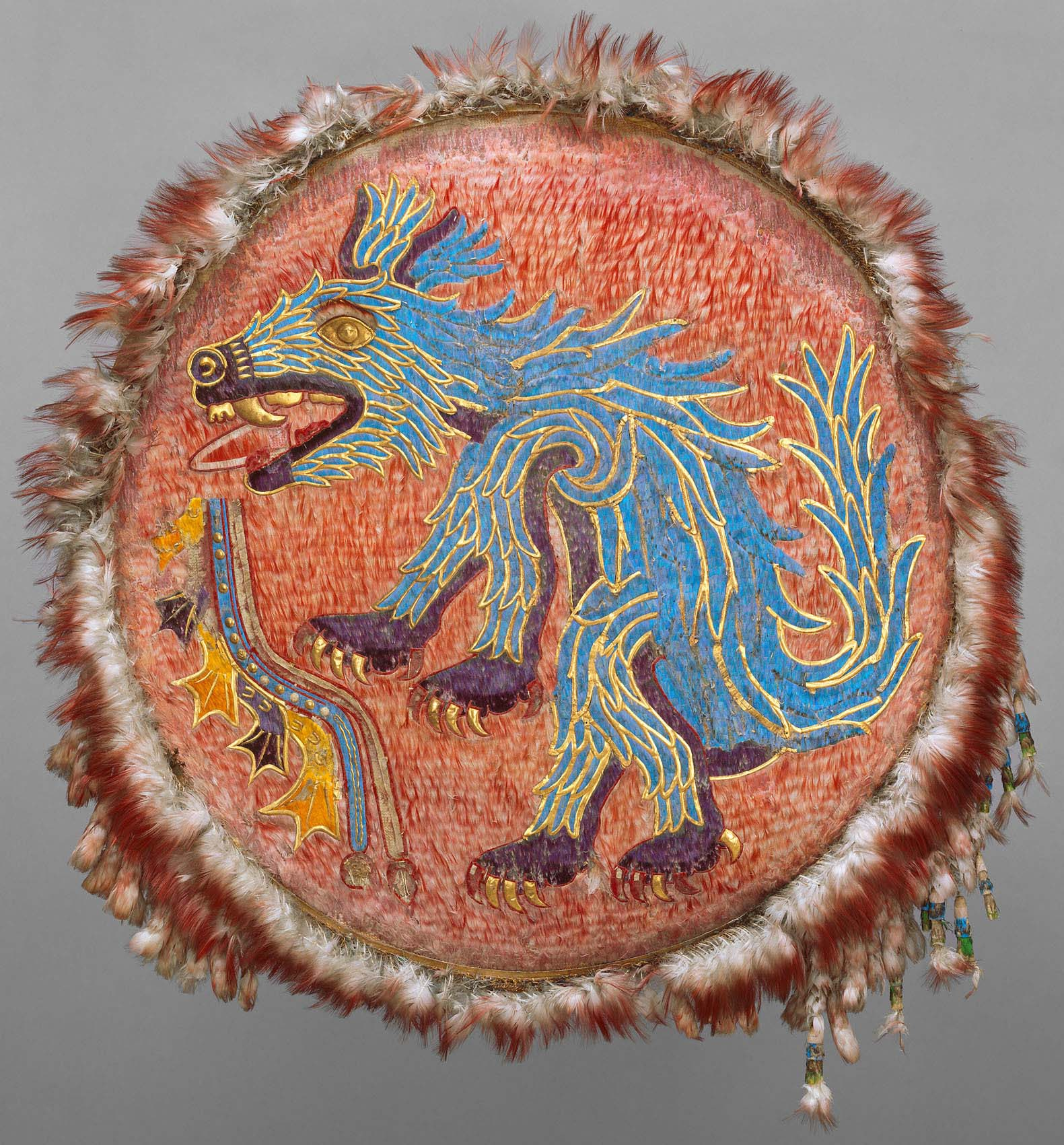
El llamado «chimalli de Ahuízotl», un escudo ceremonial decorado con plumas y oro representando un ahuízotl, un animal mitológico. Actualmente se encuentra en el Museo de Etnología de Viena, en Austria. Llegó a ese país en la década de 1550 como regalo del obispo de Palencia, Pedro de la Gasca, al emperador Fernando I del Sacro Imperio Romano Germánico.

- Plumaria: la creación de obras usando plumas de diversas aves era una industria de gran valor entre los mexicas. A los artistas que usaban plumas se les llamaba amanteca (en plural), que significa «habitantes de Amantla», probablemente porque en aquel barrio vivían la mayoría de estos artesanos.[56] Según Bernardino de Sahagún, las primeras mercancías en ser comerciadas por el gremio de los pochtecas, durante el reinado del primer tlatoani de México-Tlatelolco, Cuacuauhpitzáhuac, fueron plumas de aves como papagayos rojas y azules. Al tiempo del segundo o tercer tlatoani, Tlacatéotl, se empezó a comerciar con plumas de quetzal también, junto con ropa de algodón y piedras de turquesa y jadeíta.[57] Si bien esta industria parece tener sus orígenes en la civilización maya, cuyos mercaderes ya comerciaban con plumas desde el siglo IV en regiones de las costas del Golfo de México y de Oaxaca, la plumaria mexica alcanzó su auge durante el reinado el emperador Ahuízotl, en el siglo XV, ya que sus vastas conquistas trajeron una variedad de plumas exóticas de varias partes de Mesoamérica.[56] De hecho, una de las motivaciones principales del Imperio mexica para invadir a las lejanas provincias de Tehuantepec, Miahuatlán y otras de la región fue por sus riquezas en plumas, joyas y oro, pues comerciantes mexicas viajaban a estos lugares cada año a conseguir estos tesoros comerciando «cosas baxas que trayan», lo cual causó descontento entre los gobiernos de estos lugares.[58]

La deidad principal de los amantecas parece haber sido Quetzalcóatl, la Serpiente Emplumada, cuyo culto, siglos antes de la formación del Imperio mexica, ya era honrado por la gente de Teotihuacán, Tollan-Xicocotitlan y Xochicalco. En la religión mexica, se pensaba que esta deidad impulsó la plumaria, enseñándole a sus discípulos a trabajar las plumas entre varias otras artes. Además, según Sahagún, «en el dicho pueblo de Tulla  [sic] se criaban muchos y diversos géneros de aves de pluma rica y colores diversos, que se llaman xiuhtototl y quetzaltototl, y zacuan y tlauquechol, y otras aves que cantaban dulce y suavemente».
La habilidad de los artesanos de plumas mexicas fue reconocida internacionalmente tras la conquista de México. Ya desde 1525, europeos como Gasparo Contarini hablaron de esta manera sobre los trabajos de pluma traídos de México a España por el conquistador Hernán Cortés: «Nunca he visto bordados más exquisitos y delicados que algunos ejemplares de este trabajo». El fraile dominico Gregorio García, a principios del siglo XVII, también habló de tal forma sobre estas obras: «pero en las Indias Occidentales la hallaron [el arte de la plumaria] los Españoles tan aumentada, i  [sic] tan elegante, que los mas diestros quedaron pasmados de tan exquisita habilidad».

## Religión
Para asegurar la consolidación de su grandeza, Tlacaélel llevó a cabo una serie de reformas ideológicas, manipuló y destruyó todo lo que obstaculizaba la creación de un gran imperio, vinculó a los mexicas con la antigua nobleza tolteca e impulsó reformas religiosas para acomodar a Huitzilopochtli en un plano superior que lo identifica con el sol. Se suponía que esta divinidad se alimentaba de sangre humana y aceptaba los corazones de las personas sacrificadas en su honor, desempeñando así un papel crucial en la ideología  de los aztecas. Su máxima manifestación como dios de la guerra se dio en los mexicas, por lo que se permitían dominar a otros pueblos.
Al llegar la gran hambruna entre 1450 y 1454 a causa de una mala cosecha, consideraban que la desgracia era el resultado de la ira de los dioses, por lo que había que apaciguarla con innumerables actos de sacrificios humanos. Se basarían en un sistema de guerra contra las ciudades del valle de Puebla y Tlaxcala, su objetivo no era conquistar, sino conseguir prisioneros para los sacrificios. Estas batallas se volvieron cada vez más violentas y no había suficientes prisioneros, por lo que comenzaron los sacrificios de los guerreros capturados que se habían distinguido en la batalla.
La religión mexica se basaba en la asimilación de la herencia popular de la tradición nahua. Los aztecas intentaron combinar dos sistemas religiosos en conflicto: la tradición de los guerreros y cazadores chichimecas y la herencia de los agricultores sedentarios. Los chichimecas, un pueblo de guerreros y cazadores nómadas, adoraban a dioses guerreros a menudo identificados con las estrellas, y las civilizaciones agrícolas adoraban a deidades de la tierra y el agua. En esto podemos ver estas dos ideas opuestas pero unidas: el ideal del guerrero y el ideal del sacerdote.
Cuando los españoles llegaron a México, también se vio la importancia de las manifestaciones religiosas, ya que la vida pública y privada de los aztecas se guiaba por muchos rituales y creencias. Había una mezcla de creencias y prácticas locales, por lo que en ese proceso de integración los sacerdotes trabajaron hacia una jerarquía de ideas y credos. Así, este orden jerárquico de la sociedad azteca se reflejaba en el orden religioso, caracterizado por una serie de contradicciones que hacían de él un mundo en constante cambio.
Rituales: Los sacerdotes arrancaban el corazón del prisionero para que su sangre bañara el suelo, pues se suponía que aumentaba la fertilidad de la tierra y la probabilidad de lluvia.
Se señala que los primeros sacrificios tuvieron lugar durante el largo período de migración, ya que la idea de su devoción estaba representada por un águila posada sobre un nopal. Para ellos, el hombre debía alimentar al sol a través de la sangre y el corazón del hombre, lo que se había convertido en un compromiso y una necesidad, normalmente las víctimas de este ritual eran guerreros enemigos capturados y previamente se les adornaba y pintaba ya que se les veía como mensajeros para los dioses, pero también niños, mujeres y esclavos. En algunos de estos ritual, la persona portaba los emblemas y adornos del dios al que iban a representar, y en este ceremonial había danzas y música.
No obstante, los sacrificios humanos no se limitaban solo a la resurrección del astro vital. Sacrificios se realizaban para la lluvia, en los cuales se sacrificaba niños, cuyas lágrimas (compuestas principalmente de agua) servían para que llegara el agua. Sacrificios menores se hacían puertas adentro de los templos. En el año 1486 la pirámide de Huitzilopochtli fue inagurada. Esta costó la vida de 20.000 personas. 
Era tal la magnitud de los sacrificios y tal el ritmo con el cual se llevaban a cabo que, según varios historiadores, la civilización iba camino a la extinción auto impuesta. Uno de estos, es el reconocido etnólogo y apologista de dicha civilización Jacques Soustelle. 
Los Mexicas eran politeístas. Los dioses Mexicas se consideraban polifacéticos ya que no tenían un lugar definido, ellos los ubicaban en el cielo y creían que tenían un carácter bondadoso o maléfico

## Organización militar

Provincias tributarias de la Triple Alianza antes de la llegada de los españoles.

La expansión del dominio mexica fue resultado de su organización militar, del valor de sus soldados en las batallas y de la habilidad de sus gobernantes, quienes inicialmente se apoyaron en la Triple Alianza. Aprovecharon las divisiones que existían entre sus adversarios y convencieron de forma coercitiva a muchos altépetl (señoríos) que les convenía más ser vasallos de Tenochtitlan que enfrentarse a los riesgos terribles de una guerra. Por lo general, la mayoría de altépetl circundantes a México-Tenochtitlan aceptaron pagar tributo a los mexicas y conservaron la administración a cargo de la nobleza local, que debía rendir cuentas ante los gobernantes de la capital. En ciertos lugares ventajosamente situados, los mexicas establecieron fortalezas y guarniciones que vigilaban los territorios dominados y la seguridad de las rutas comerciales, como en Oztoman cerca de los purépechas, Zozolan con los mixtecas, Xoconochco y en los límites con los señoríos totonacas. Solo algunas regiones conflictivas fueron gobernadas directamente por funcionarios nombrados en Tenochtitlan con atribuciones políticas y militares.
Los comerciantes fueron una especie de fuerza de espionaje pues analizaban al enemigo en sus ciudades así tiempo después llegaban los ejércitos mexicas de invasión. Cuando había resistencia no se detenían hasta conquistar la zona salvo algunas excepciones, o también se anexaban al imperio por medio de matrimonio arreglados entre las dos noblezas la cual era sumamente raro que ocurriese.
Los tributos llegaban a Tenochtitlan de todas las regiones del imperio: alimentos, tejidos, artículos preciosos, y también seres humanos cautivos destinados al sacrificio. Esa riqueza convirtió a México-Tenochtitlan en una ciudad deslumbrante.

## Conquistas y pueblos tributarios de los mexicas

Expansión territorial azteca.

Después de 20 años de haber llegado a la Cuenca del Valle del Anáhuac hoy Valle de México, a partir de la derrota de Azcapotzalco, los mexicas iniciaron una serie de conquistas sin precedentes en América. Como se consigna en la Matrícula de Tributos, los pueblos sometidos tenían que pagar diversos tributos: maíz, frijol, amaranto, chía, mantas y telas, copal, liquidámbar, sal, trajes militares, productos que se elaboraban en la región, y contribuir con hombres para la guerra.

### Mexicas en Chiapas
De esta región lo que se extraía no eran sólo productos del campo y del mar, sino también muy posiblemente ámbar, el cual es muy abundante en el estado. También se capturaban quetzales para extraerles sus plumas y elaborar vistosos trajes y penachos de la realeza Azteca.
Además de que como todas las provincias que daban al mar debía tener puertos que acortaran tiempos entre la capital y estas zonas ya más alejadas de imperio.

### Mexicas en Oaxaca
Hacia 1458 los mexicas inician campañas expansionistas bajo los reinados de Tizoc, Ahuizotl y Moctezuma y con ello la decadencia de los mixtecos, que ocupaban hasta Tuxtepec.
De aquí también se llevaba al imperio el cacao, junto con el maíz y otros productos de esta provincia. Además de que se extraían de aquí también productos del mar como conchas marinas, pescados, mariscos y trozos de coral. Pero por lo que mayormente fue conocido fue por la gran habilidad que tenían de trabajar los metales como el oro, plata y platino. Habilidades que los mexicas, con el tiempo pudieron replicar y mejorar, aunque en sus inicios les enseñaron los mejores maestros de Mesoamérica. Aunque las herramientas que usaban para trabajar los metales no parecían muy modernos podían hacer grandes obras de arte con los metales preciosos.

### Mexicas en Guerrero
Para el siglo XIV en el estado, se encontraban ya asentados en el territorio de la entidad diversos pueblos con sus características culturales propias, conviviendo algunos de manera pacífica y otros en constantes conflictos bélicos. Entre los más importantes estaban los purépechas, cuitlaltecas, ocultecas y matlatzincos, en la Tierra Caliente; los chontales, mazatlecos y tlahuicas en la Sierra Norte; los coíxcas y tepuztecos en los Valles Centrales; los tlapanecos y los mixtecos en La Montaña; los jopis, mixtecos y amuzgos en la Costa Chica, y los tolimecas, chubias, pantecas y cuitlaltecas en la Costa Grande.
De estos lugares se extraían productos muy parecidos a los que se extraían de Veracruz. Pero en menor medida ya que esta zona no tenía la misma importancia, aunque de aquí se extraía el oro y la plata que tanto apreciaban los mexicas. Junto con los artesanos que la trabajaban, prácticamente todo el estado fue conquistado por los mexicas y aquellos lugares que se resistieron hicieron un pacto similar al de los mexicas con los tlaxcaltecas.
En el estado de Guerrero habitaron los yopes, una tribu que nunca fue sometida por los mexicas, y fue conquistado hacia 1553 por los españoles; en fecha de 2004, solo quedan algunas pequeñas congregaciones de yopes.

### Mexicas en Puebla
Puebla fue una provincia de los mexicas de la cual salían productos que servían para alimentar a la población. Debido a esto, Puebla fue atacada en varias de sus ciudades no solo por ser quien proveía la mayoría de los alimentos y materias con que se comerciaban, sino también por ser todas sus ciudades fieles al imperio. Al ser lugares donde los mexicas podían obtener alimentos y hombres para la batalla, estas ciudades se convertían en un enemigo potencial. Debido a esto la ciudad de Cholula fue atacada con el pretexto de haber asesinado a un enviado de los tlaxcaltecas.[cita requerida]
En las Sierra Negra de Puebla se comerciaba principalmente con la capital las flores que están muy apreciadas y a la región que proveía de estas flores era conocida por sus colinas verdes y que tocaban las nubes.

### Mexicas en Tlaxcala
A la llegada de los españoles a Tlaxcala, los mexicas llevaban imponiendo un bloqueo comercial sobre los tlaxcaltecas desde hacía 60 años. Pero eso no siempre fue así, ya que los tlaxcaltecas antes ya habían ayudado a los mexicas a derrotar a los tepanecas, que en ese entonces controlaban el centro de México. Después de haber derrotado al enemigo, los mexicas tomaron el control y los tlaxcaltecas se rebelaron. A esto los mexicas respondieron con un bloqueo comercial. Para lograr ser liberados del bloqueo, negociaron un acuerdo mediante el cual se les permitía conservar su independencia a cambio de que participaran en las guerras floridas.[cita requerida]
Con este trato, Tlaxcala no pagaba ni tributos, ni cedía su gobierno si participaba en estos eventos, que servían a los mexicas para entrenar a sus ejércitos. Además de que proveía de víctimas para los sacrificios humanos, manipulaba a los tlaxcaltecas, evitando el aumento de la población e infundiendo miedo para evitar que se rebelaran.

### Mexicas en Veracruz
Los mexicas fueron los últimos en llegar a Mesoamérica. Pero a pesar de ello en 1325 se establecieron en la cuenca del valle de México y fundaron la ciudad de México-Tenochtitlan. Progresaron rápidamente, se hicieron poderosos y conquistaron otros pueblos. Influyeron en la lengua y la cerámica ceremonial. Los mexicas tenían guarniciones para controlar sus dominios y almacenes para los tributos. Algunos de sus puestos de vigilancia en Veracruz estaban en Xalapa, Jalcomulco, Huatusco y Coscomatepec, una de las primeras poblaciones de los mexicas en Veracruz fue Ixtaczoquitlán, ya que en el año que se creó fue en el año 1300. De aquí se enviaron tributos como pescados que comía el emperador junto con conchas marinas. También servían estas de ofrenda a los dioses.
Los mexicas lograron controlar gran parte del actual estado de Veracruz. De aquí se proveía a la capital con productos tropicales además de pescados y trozos de arrecifes. Posiblemente hubo puertos prehispánicos para recibir producto de todo el golfo de México. Como llegó a decir Cristóbal Colón que había visto una canoa cargada con mercancía muy extravagante.

### Mexicas en Tabasco
Aquí los mexicas se limitaron a construir un campamento comercial, el cual era el medio de contacto entre el Imperio azteca y los reinos fragmentados de los mayas. En este campamento los antiguos comerciantes mexicas viajaban para obtener algunas de las materias más valoradas, por la lejanía desde donde se traían y la dificultad.
El campamento tenía solo una pequeña guarnición de soldados que eran para proteger a los mexicas que ahí se encontraban. Este lugar también servía para un intercambio cultural.

### Mexicas en Michoacán
Su nombre proviene del náhuatl Michhuahcān o (lugar de pescadores), una de las cuatro provincias del Reino Purépecha con capital en Tzintzuntzan, muy cerca del lago de Pátzcuaro.
Debido a esto los mexicas solo conquistaron una fracción de este estado, por aquí es donde se localiza la mayor cantidad de fortalezas y guarniciones mexicas. Aunque aquí hubo un intercambio cultural entra ambas naciones, tanto que se llegaron a considerar como pueblos hermanos.
Cerca de 1473 las tropas mexicas fueron a la frontera este del reino tarasco, precisamente en Taximaroa, encabezados por Axayacatl, mismo que recibió una herida mortal en la cabeza. Esta fue la única tentativa de imposición militar por parte de los mexicas en Michoacán. De esta región llegaba al imperio, maderas y artesanos de los metales.

### Mexicas en el Estado de México
El actual territorio del estado México fue el principal y mayor tributario de maderas, carnes y vegetales del Imperio azteca. Y de donde se obtuvo parte de lo que fue la cultura azteca. Que según se inspiraron de los teotihuacanos y toltecas.
Aunque con Chalco se tuvieron roces pues ellos se resistían a ser sometidos pero sin tener grandes consecuencias, pues siempre eran de nuevo sometidos.
Referente a la hidrografía, lo que hoy son el Estado de México y el Distrito Federal compartías el sistema de lagos de la cuenca del valle de México o de Anáhuac los cuales eran los lagos de Zumpango, Xaltocan, Texcoco y Chalco.

### Mexicas en Ciudad de México
En el siglo XIV, después de una peregrinación de más de un siglo, los mexicas llegaron a la cuenca del valle de Anáhuac (o valle de México) para asentarse primero en sus orillas y después en un islote de donde salieron para crear su imperio. Cuando llegaron eran conocidos como «aztecas», que quiere decir «los que vienen de Aztlán», que significa «lugar de garzas». Cuando por fin se establecieron, recibieron el nombre de «mexicas», que, según algunos autores, quiere decir «Hijos de la Luna» —por extensión del significado de la palabra Mexihco; de MEtztli («luna»), XIctli («ombligo») y CO («lugar»), es decir: «El lugar del ombligo de la luna»—.

### Mexicas en Morelos
Los mexicas obtenían de esta región, en su mayoría, productos del campo. De otros lugares obtenían productos tropicales, aunque en esta zona el clima hacía posible además cultivar el árbol del cacao.

### Mexicas en Hidalgo
Cerca del siglo XII d. C. los mexicas, procedentes de Aztlán, se establecieron en Tula, antes de seguir por Atlitlalaquia y Apizaco. Posteriormente Tula fue reverenciada por los habitantes tenochcas.
De las zonas sometidas venían las fibras de maguey de la más alta calidad.

### Mexicas en Querétaro
Los únicos lugares que se conoce hasta el momento que fueron conquistados por los mexicas en el estado de Querétaro fueron zonas fronterizas con otros estados de México conquistados por los Mexicas.